# 宇野浩二
宇野 浩二（うの こうじ、1891年〈明治24年〉7月26日 - 1961年〈昭和36年〉9月21日）は、日本の小説家。本名は格次郎。父は六三郎、母はキョウ。7歳年長の兄・崎太郎は幼時に脳膜炎にかかり知的障害があった。日本芸術院会員。
福岡県福岡市南湊町（現在の福岡市中央区荒戸一丁目）に生まれる。早稲田大学英文科中退。『蔵の中』『苦の世界』など、おかしみと哀感のある作品を独自の説語体で発表し、文壇に認められた。その後『山恋ひ』『子を貸し屋』などで作風の幅を広げた。一時精神に変調をきたすが、復活後は冷厳に現実を見つめる簡素で写実的な作風に転じ、『枯木のある風景』『器用貧乏』『思ひ川』などを発表。他に松川事件の被告を弁護した『世にも不思議な物語』などがある。
遅筆でありながら執筆量を増やした結果、心労を害した経験から来客者を吟味するようになり、来客は必ずお手伝いが応対して、自身は障子裏の隠れて聞き耳を立てていたという。また原稿用紙9枚分の文章を執筆するのに200字詰め原稿用紙を300枚費やしたり、編集者に渡した原稿を、速達や電報を使って何度も修正を要求する等、「文学の鬼」と称された。

## 略年譜
- 1891年（明治24年）0歳
  - 福岡県師範学校の教員であった父・六三郎と母・キョウの次男として福岡市湊町に生まれる。[5]祖父の格（善三郎より改める）は大坂町奉行所の与力であった。先祖は滋野氏で、その後は海野氏を名乗っていたが、いつからか宇野と称した。
- 1894年（明治27年） 3歳
  - 父・六三郎が脳溢血で急死[6]。
  - 父の従弟・本多義知（当時、明治燐寸会社社長）を頼って神戸市湊町へ移った。
- 1895年（明治28年） 5歳
  - 母が六三郎の遺産を六三郎の姉の夫・入江憲治（大阪伊丹在の大庄屋）に預託することとなり本多家に居づらくなったので大阪市東区糸屋町一丁目に移り祖母・里勢も同居した。
  - 母はここで志村新子[7]という若い女性や軍用商人、新派俳優松平龍太郎・秋月桂太郎などと交際し清元・三味線を覚え、浩二もしばしば芝居小屋に出入りするようになった。母の兄・福岡正朔も一時居候した
- 1897年（明治30年） 6歳
  - 陸軍偕行社付属尋常高等小学校に入学、3年上級に江口渙がいた。[8]
- 1899年（明治32年） 8歳
  - 入江家の破産で遺産を失い[9]、一時本多家に身を寄せるが、やがて母の兄・福岡正朔を頼って花柳界に近い大阪市南区宗右衛門町の通称十軒路地に移った。この頃新派俳優秋月桂太郎が下宿したこともあり、しばしば道頓堀で芝居見物をした。[10]
- 1900年（明治33年） 9歳
  - 母は福岡家に浩二と祖母里勢を預け、兄の崎太郎は本多家に預けなおして、自らは大和高市郡天満村（現・大和高田市）の根成柿（ねなりがき）にある遠い親戚に身を寄せ、近所の料理屋（中川政蔵の経営する「紺嘉」）で三味線や踊りを教えて生活した。
- 1901年（明治34年） 10歳
  - 育英尋常高等小学校に転校。[11]十軒路地に住んでいた周旋屋の子宮本卯三郎（姉の八重子が浩二の初恋の相手[12]か？）や1年下級で後に横綱大錦卯一郎となる細川卯一郎、1年上級の保高徳蔵と交友関係をもつ。
- 1904年（明治37年） 13歳
  - 本多家の学資援助で大阪府立天王寺中学校（天王寺高等学校の前身校）に入学。同級生に保高徳蔵、日本画家・青木大乗（青木精一郎。浩二が同性愛的な好意を寄せたか？）[13]、後に横綱大錦卯一郎となる細川卯一郎、1年上級に画家・鍋井克之がいた。
  - のち校友会雑誌『桃陰』に作品（詩『ほのお』散文『故郷』『自然の法則』）を投稿した。
- 1906年（明治39年） 15歳
  - 本多義知から商業学校への転校を命じられるが編入試験の前日に福岡家に逃げ帰り天王寺中学に通い続けた。
  - 脚気が発病する。
- 1909年（明治42年） 18歳
  - 天王寺中学卒業。
  - 田山花袋の『田舎教師』の影響をうけ青木大乗（青木精一郎）とともに大阪府中河内郡若江村の小学校に代用教員として赴任。[14]
  - 脚気が再発したため教員を辞めて大和天満村の母のもとに身を寄せ[15]、中川政蔵の弟・中川嘉蔵[16]と知り合う。朝鮮の京城にいた保高徳蔵と購入した文芸雑誌を送り合う。
- 1910年（明治43年） 19歳
  - 福岡家から大和天満村に呼び寄せた祖母が死去。[17]
  - 本多義知の子・一太郎から上級校進学のための資金援助が約束され、[18]東京赤坂霊南坂にあった本多義知の子・重造宅に寄宿[19]、早稲田大学英文学科予科に入学。同級生に高田保・三上於菟吉・沢田正二郎・増田篤夫、1年上級に今井白楊・広津和郎・谷崎精二、1年下級に保高徳蔵・直木三十五・田中純・青野季吉がいた。
  - 浩二を頼り朝鮮から上京してきた保高徳蔵と水郷めぐりで利根川に旅行した。
  - 本多家を出て東京雑司が谷の借家で自炊生活を始める。斎藤青羽・三上於菟吉・浦田芳朗らがしばしば訪れ、保高徳蔵も一時ここに同居した。[20]近所に住む秋田雨雀と知り合う。[21]
  - 東京牛込若松町の下宿三州館（三枡館？）、さら近くの若松館に転居した。
- 1911年（明治44年） 20歳
  - 東京牛込白銀町の下宿都築に転居、同じ下宿に三上於菟吉・泉斜汀夫妻がおり、近松秋江・斎藤青羽・三富朽葉・今井白楊・浦田芳朗・片岡鉄兵らが訪れてきた。
  - 大阪に帰省し、青木大乗（青木精一郎）の紹介で渡瀬淳子を知った。[22]
- 1912年（明治45年・大正元年） 21歳
  - 青木大乗（青木精一郎）の父の出資で三上於菟吉・斎藤青羽・今井白楊・増田篤夫らと大阪で雑誌『しれえね』発刊、風俗紊乱の理由[23]で発行禁止となる。
  - 来阪していた近松秋江に大阪を案内した。[24]
- 1913年（大正2年） 22歳
  - 小説集『清二郎 夢見る子』を白羊社書店から処女出版した。
  - 本郷区役所で徴兵検査を受けた。このとき面識はなかったが江口渙も徴兵検査を受けていた。
  - 広島晃甫の下宿で江口渙と知り合った。[25]
  - 東京小石川上富坂町の下宿いろは館や浅草の子供靴屋に間借りした。この頃中川嘉蔵が大和天満村から上京、浅草で商売を始めた。[26]
- 1914年（大正3年） 23歳
  - 大和高田の母の元に出入りしている女性（商人某の妾・加代子。浩二の第二の恋か？）と会い、以後恋文のやりとりをした。[27]
  - 東京牛込若松町の下宿清月館に転居、極貧の苦しい生活を送った。[28]この頃、銀座のカフェ・パウリスタにしばしば通った。[29]
  - 新劇団「美術劇場」[30]同人として公演に参加。
  - 翻訳の仕事を求めて広津和郎を訪ね、谷崎精二とも知り合いとなった。
  - 母や加代子とともに関西旅行をしたことが加代子の旦那・商人某に知られ加代子と絶交、母も大和高田に居にくくなった。[31]
  - 卒業試験に落第し早稲田大学中退。
- 1915年（大正4年） 24歳
  - 母が大和高田から上京、沢田正二郎の内妻となっていた渡瀬淳子の紹介で借りた東京本郷西片町の借家に住んだ。[32]
  - 広津和郎とともに三保の松原に旅行し島村抱月訳『戦争と平和』の下訳をした。この頃から広津とは親交を深め約1年西片町の借家に同居した。[33]
  - 広津和郎とともに相馬泰三の下宿で初めて葛西善蔵[34]と会った。
  - 処女作童話『揺籃の唄の思ひ出』を雑誌「少女の友」に発表。
- 1916年（大正5年） 25歳
  - 蛎殻町の銘酒屋にいた伊沢きみ子[35]と馴染み、西片町の家に同棲した。
  - 母の兄・福岡正朔が危篤となったため、母は大阪に行き葬式万端を済ませた。[36]
  - 浩二の生活苦を救うためきみ子が蛎殻町から横須賀の芸者屋に身売りした。きみ子が前借を踏み倒して脱走するのを幇助したため身を隠す必要から東京渋谷の竹屋に「水上潔」の変名で大阪から帰った母とともに間借りした。[37]
  - この頃、しばしば江口渙に会い、きみ子に内緒で原稿料を得るために江口渙名で童話を執筆した。。[25]
- 1917年（大正6年） 26歳
  - 生活に窮したため東京神田錦町の出版社蜻蛉館（社長・加藤好造[38]）に「水上潔」の変名で勤務し、文芸雑誌「処女文壇」を編集、佐藤春夫・葛西善蔵などに原稿を依頼した。[39]
  - 東京代々木の借家に転居した。
  - 母を赤坂の本多家に預け、きみ子が横浜や八王子の芸者屋に身売りした資金で東京九段中坂の下宿芳明館に転居、きみ子としばしば出会うこともあった。[40]
- 1918年（大正7年） 27歳
  - 東京神田錦町の下宿錦水館に転居するが、再度下宿芳明館にもどった。多数の童話を執筆し、『二人の話』（のち『苦の世界』の第2節）を雑誌「大学及大学生」に発表した。
  - 葛西善蔵が最初は長男、約1週間後に弟勇蔵を連れて訪ねてきた。[21]
  - 米騒動の渦中で『屋根裏の法学士』を雑誌「中学世界」に発表。
  - 東京本郷弓町の従兄弟（入江憲治の子）の下宿に居候し『蔵の中』を執筆した。[41]
  - 浅草の中川嘉蔵方に居候した。[42]
  - 三保の松原を旅行、旅先に広津和郎を呼び寄せた。
- 1919年（大正8年） 28歳
  - 東京牛込神楽坂の下宿神楽館に転居し、本多家から母を呼び寄せ広津和郎も同居した。この頃、しばしば江口渙と会った。[21]
  - 『蔵の中』を「文章世界」（編集長加能作次郎[43]）に発表。[44]
  - 訪ねてきた葛西善蔵が相馬泰三の書いた『隣人』を読み、興奮のあまり持病の喘息をおこし浩二の部屋で寝付いてしまった。病後、葛西から借金借り入れの斡旋を頼まれ改造社の横関愛造を訪ねた。[45]
  - 江口渙の出版記念会で芥川龍之介に紹介され、佐藤春夫に再会した。[21]
  - 『苦の世界』を『解放』に発表、新進作家として文壇的地位を確立した。
  - 原稿執筆のために広津和郎・谷崎精二とともに下諏訪に旅行し芸者鮎子[46]と知り合った。
  - 横浜で西洋人（弁護士？）の小間使になっていた伊沢きみ子が殺鼠用の毒団子を食べて自殺（事故死？）した。[47]
- 1920年（大正9年） 29歳
  - 谷崎精二とともに下諏訪に旅行し鮎子と会い、その姐芸者である小竹[48]とも知り合った。
  - 鵠沼の東屋にもしばしば出かけ、里見弴[49]・久米正雄・芥川龍之介・佐藤春夫・佐佐木茂索・大杉栄・江口渙らと過ごした。[21]
  - 東京牛込袋町都館に母とともに下宿した。
  - 小竹（村田キヌ）が下諏訪から押しかけてきて浩二と結婚した。[50]
  - 江口渙の紹介で江口渙の借家と背中合わせの東京上野桜木町の借家に母とともに転居した。[21]
  - 母の兄・福岡正朔の後妻の子・公吉が通学のために寄宿した。[51]
  - 直木三十五のすすめで里見弴・菊池寛・久米正雄・芥川龍之介・田中純らと京都経由で大阪に講演旅行（浩二は講演せず）に行った後、芥川龍之介とともに京都経由で下諏訪に旅行し鮎子に会い、諏訪市内の花松館で活動写真を観た。[52]
  - 銀座の台湾喫茶店女給星野玉子[53]と知り合った。
- 1921年（大正10年） 30歳
  - 人間社の経営に失敗した直木三十五[21]とともに下諏訪に旅行し鮎子に会った。
  - 広島晃甫とともに東京青山の佐藤春夫の家を訪ねた。[21]
  - 玉子とともに伊香保（大仁？）に旅行した。このとき、見送りに来た玉子の祖母（？）・たもつに会った。[54]
  - 母・妻が大阪へ旅行している間、玉子を自宅に呼び寄せた。
  - 玉子から妊娠を告げられた後は玉子の家を訪れることが間遠になっていった。
  - ドイツから寄贈された大洋丸で里見弴・久米正雄[55]・直木三十五・加能作次郎・佐佐木茂索と横浜から京都・小倉・福岡などを経由して長崎へ旅行、途中神戸から片岡鉄兵が参加した。[21]
  - この頃、しばしば芥川龍之介と会い、食事などをともにした。
  - この頃、しばしば鵠沼の東屋に出かけ、里見弴・久米正雄・芥川龍之介・佐藤春夫・佐々木茂索・大杉栄らと同宿した。[56]近くに借家住まいをしていた江口渙・中村武羅夫を訪ねた。
- 1922年（大正11年） 31歳
  - 『恋愛合戦』の装丁を依頼するために東京道玄坂の佐藤春夫の家を訪ねた。[21]
  - 玉子が東京渋谷道玄坂下の家で長男守道を出産、祖母が自宅で鶏を飼って地玉子を販売する一方、玉子はカフェを開業した。

- 1923年（大正12年） 32歳

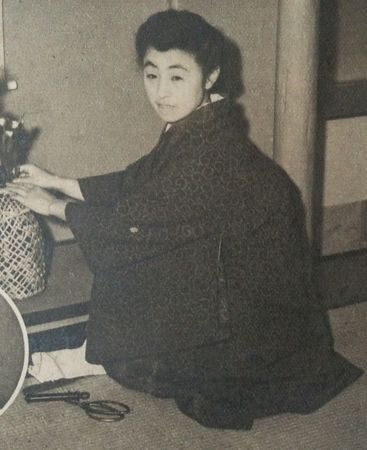
村上八重（1949年）

  - 直木三十五とともに行った東京富士見町の待合で芸者村上八重[57]と知り合った。
  - 直木三十五とともに下諏訪に旅行し鮎子に会った。
  - 東京本郷菊坂の菊富士ホテルに仕事場をもち[58]、八重と折半で買った道具類を置いてしばしば八重と会い、高田保・三宅周太郎・増富平蔵・石川淳・田中純・広津和郎・直木三十五らと交わった。[21]
  - 『子を貸し屋』を雑誌「太陽」に発表。
  - 時事新報の文芸欄の談話を取材に来た川崎長太郎と菊富士ホテルで会い、以後しばしば訪ねてくるようになった。[21]
  - 谷崎精二の紹介で田畑修一郎が早稲田大学の座談会への出席を依頼しに訪れ、以後しばしば訪ねてくるようになった。[21]
  - 関東大震災に被災し[59]寛永寺境内・田端の室生犀星宅に避難する。被災した中川嘉蔵が訪ねてきた。[60]
  - 浩二の家を出て本多義知の子・重造宅などに寄宿していた公吉が大阪へ帰った。
  - 牧野信一が中戸川吉二とともに雑誌「随筆」の原稿を依頼に訪れた。[21]
  - 名古屋で八重と待ち合わせ京都・大阪・奈良を旅行した。
  - 玉子・たもつ・守道は東京祐天寺に転居、玉子のカフェ勤めで生活した。
- 1924年（大正13年） 33歳
  - 薄田泣菫に会うために芥川龍之介と大阪に旅行した。
  - 八重が東京富士見町に新築した芸者屋「新住吉」に仕事部屋をもち、通うようになった。
  - 東京上野桜木町内の永瀬義郎の近所に転居、旧居には葛西善蔵の紹介で牧野信一が移ってきた。
  - 八重と伊香保・榛名山・四万温泉・磯部温泉を旅行した。
  - 葛西善蔵に金策を相談され、葛西の原稿料を前借するために葛西とともに世紀社を訪ねた。[21]
  - 兄・崎太郎[61]を神戸の本多家から引き取った。
  - 葛西善蔵と同居していたハナが訪ねてきて、自らを「おせい」と名乗り葛西の滞在している日光に行くといった。[21]
- 1925年（大正14年） 34歳
  - 八重と神戸・大阪・奈良・熱海を旅行した。
  - 八重と山中・山代・和倉・赤倉・別所温泉を旅行した。
- 1926年（大正15年・昭和元年） 35歳
  - 里見弴・菊池寛・佐藤春夫とともに報知新聞の客員となり長編小説を執筆することになって、以後約1年間月給が入るようになった。[62]
  - 八重と東山温泉（ここで愛人と逗留していた八重の叔母に会った。『思ひ川』参照）で落ち合って塩原温泉まで旅行した。
  - 八重と修善寺・湯ヶ島・伊東を旅行、この直後「新住吉」の抱え芸者が逃亡し経営が悪化した。
  - 母と箱根・熱海を旅行、帰途母と別れて鵠沼の芥川龍之介を訪ねた。[63]
  - 八重と湯河原を旅行した。
- 1927年（昭和2年） 36歳
  - 『日曜日あるひは小説の鬼』を雑誌「新潮」に発表（浩二を文学の鬼と呼称するのはこの作品にも由来している）。
  - しばしば田端に芥川龍之介を訪ねた。
  - 精神に変調をきたし[64]、母や八重、永瀬義郎などに伴われて箱根に静養に行く（途中、小田原の料理屋で突然薔薇の花を食べた）が数日で帰京した。
  - 広津和郎・芥川龍之介・永瀬義郎らの配慮で斎藤茂吉[65]の紹介を得て王子の小峰病院に入院した。（70日入院。入院中に芥川龍之介が自殺した。[66]）
- 1928年（昭和3年） 37歳
  - 静養のため母と箱根に旅行、小田原に帰郷していた牧野信一[67]としきりに会った。
  - 病気中引き上げていた菊富士ホテルに再度仕事場をもった。
  - 八重が新たに旦那[68]をもったため不和になり絶交した。
- 1929年（昭和4年） 38歳
  - 脳貧血をおこし重態となり再び小峰病院に入院した。（約10ヶ月入院。入院中にキヌに玉子と隠し子守道のことを告白した。）[69]
- 1930年（昭和5年） 39歳
  - 明治・大正の日本文学を耽読し、しきりに童話を執筆した。
  - 東京京橋木挽町の直木三十五の家で偶然八重に再会し、八重が旦那持ちのまま交際が復活した。[70]
- 1931年（昭和6年） 40歳
  - しきりに童話を執筆した。
  - 徳田秋声の還暦祝賀会に出席した。
  - この頃から頻繁に八重と日記の交換や逢引を重ねるようになった。八重が旦那の援助を得て九段で茶屋「三楽」の経営を始めた。[71]
- 1932年（昭和7年） 41歳
  - 妻キヌの希望で玉子との間にできた守道を引き取った。
  - 画家小出楢重[72]をモデルにした病後第1作『枯木のある風景』を『改造』の記者・上林暁（本名・徳広厳城）[73]に渡したが、従来の饒舌な文体が一変して枯れた作風になった。
- 1933年（昭和8年） 42歳
  - 守道とともに千葉県鵜原の別荘にいた高鳥正を訪ね、小湊で川端康成夫妻と会食、その後守道と筑波山を周遊した。
  - 嘉村磯多[74]・中山義秀・川崎長太郎・田畑修一郎らが浩二を囲んで「最近の仕事を祝う会」（後の「日曜会」）を始めた。
  - 広津和郎とともに「文学界」同人となった。
  - 嘉村磯多の病床を見舞った。
  - 嘉村磯多が結核性腹膜炎で病死した。
- 1934年（昭和9年） 43歳
  - 直木三十五が肺結核で病死した。（浩二は病床にあって告別式に参列できなかった。）
  - 島崎藤村・徳田秋聲・近松秋江・広津和郎・佐藤春夫らとともに内務省警保局長松本学の主宰する文芸懇話会に参加、島木健作の『獄』をめぐり文芸懇話会賞問題がおきた。
  - 所得税申告の件で厩橋税務署長であった長沼弘毅と知り合い、以後親交を結んだ。
  - 広津和郎・横光利一・小林秀雄らと『嘉村磯多全集』を編集した。（実際上の編集はほとんど全て浩二がおこなった。）
  - 諏訪（原とみと再会した[75]）・下呂・飛騨高山を旅行した。
  - しきりに評論・随想風の文章を発表した。
- 1935年（昭和10年） 44歳
  - 母・キョウが死去した。[36]
- 1936年（昭和11年） 45歳
  - 牧野信一が小田原の家で縊死した。
  - 東京浅草稲荷町（現在の台東区松が谷）の広大寺に先祖代々の墓を建立し母の骨を納めた。（母の喉仏は大阪一心寺の骨仏にした。）
- 1937年（昭和12年） 46歳
  - 第一書房の中山省三郎と交渉して『牧野信一全集』の編集に尽力した。
  - 斎藤茂吉らとともに長野県富士見で島木赤彦建碑式に参列した。
  - 鍋井克之・中川紀元と「三楽」でしばしば三人の会を開いた。八重とは東京吉祥寺の「いなか」などで逢引を重ねた。
- 1938年（昭和13年） 47歳
  - 芥川賞選考委員に選ばれた。[76]
  - 治安維持法違反で拘留後の江口渙に原稿料を得させるために宇野浩二名で童話の要約を執筆させた。
  - 天王寺中学の同窓である坂口常三郎をモデルにした『楽世家等』を発表、後にモデル問題となった。
  - 評伝『ゴオゴリ』を発刊。
- 1939年（昭和14年） 48歳
  - 近松秋江の病気療養費を調達するために徳田秋声・正宗白鳥・上司小剣らと『近松秋江傑作選集』を編集した。（実際上の編集はほとんど全て浩二がおこなった。）
  - 妻の異母妹・鈴木コウをモデルにした『器用貧乏』を発表。
- 1940年（昭和15年） 49歳
  - 小田原で牧野信一の墓参をし川崎長太郎とともに箱根強羅に中山義秀を訪ねた。
  - 菊池寛賞を受賞した。
- 1941年（昭和16年） 50歳
  - 甲府に行き湯村温泉で熊王徳平らに会った。
  - 加能作次郎が死去し告別式に参列した。
- 1942年（昭和17年） 51歳
  - 田畑修一郎・中山義秀とともに箱根に旅行、小田原で川崎長太郎と会い牧野信一の墓参をした。
  - 上高地に旅行、松本で東京帝大卒の北沢喜代治を訪ね、浅間温泉で座談会に参加した。
  - 「日曜会」の旅行で川崎長太郎・倉橋禰一・渋川驍・高鳥正・石光葆らと箱根底倉温泉に行った。
  - この頃、大阪を拠点にしばしば大和各地を旅行した。
- 1943年（昭和18年） 52歳
  - 「日曜会」10周年記念会を東京築地で開き、田畑修一郎・中野重治・徳永直らが参加した。
  - 中山義秀従軍歓送会に出席した。
  - 田畑修一郎が盛岡の旅行先で急性盲腸炎で死去した。
  - 守道が学徒出陣で駒場の近衛輜重兵第二連隊に入隊した。
- 1944年（昭和19年） 53歳
  - 兄・崎太郎が死去した。
  - 山梨県増穂町に行って、治安維持法違反容疑で捕らえられ釈放されていた熊王徳平に会った。
  - 盛岡に佐藤善一を訪ねた。
  - 香川県豊浜にある船舶兵幹部候補生隊の学校に入学する守道を東京駅で見送った。
  - 妻とともに長野県松本に行き北沢喜代治らに会った。
  - 宇野家伝来の日本刀を改装した軍刀を守道に渡すために香川県豊浜へ行った。
  - 中山義秀とともに横須賀の海軍運輸部に荷物運搬夫として徴用されていた川崎長太郎を訪ねた。
  - 妻が隣組の防空訓練や配給品受取・家事に忙殺され心臓弁膜症を病んだ。
- 1945年（昭和20年） 54歳
  - 鈴木コウが空襲で焼け出されて訪ねてきた。
  - 兄・崎太郎の喉仏を一心寺の骨仏に納めるため大阪に行き、織田作之助・鍋井克之・藤沢桓夫と会った。
  - 北沢喜代治の紹介で妻とともに長野県松本郊外（東筑摩郡島立村蛇原）の農家の2階に疎開、妻の病気のため配給品の受け取りや買出しなどに奔走した。[77]
  - 守道が復員し、青木富子との結婚について相談された。
  - 北沢喜代治の紹介で松本市内（松本市今町の女鳥羽橋近辺）の造り酒屋（「夫婦松」の醸造元）の離れに転居した。
  - 守道が上京し復員援護局に勤務、復員船に乗って佐世保と上海を往復した。
  - 妻の病状が悪化し配給品受取や家事に忙殺されるようになった。
- 1946年（昭和21年） 55歳
  - 妻の病状が悪化したので看護婦を雇い、鈴木コウを看病のため松本に呼んだ。
  - 妻が病死した。
  - 北沢喜代治夫妻の媒酌で守道が松本で青木富子と結婚式を挙げた。
  - 守道が復員の仕事で単身赴任したため、鈴木コウや富子との3人暮らしとなった。
  - 東京神田の虹書房の記者をしていた水上勉と初めて会った。
  - しばしば上京し本郷森川町の双葉館に滞在、広津和郎・正宗白鳥・中野重治なども投宿した。
  - 八重[78]と再会、しばしば双葉館を訪ねてくるようになった。
- 1947年（昭和22年） 56歳
  - ピリン疹・筋肉痛を病み、医師本多良静の治療を受けた。（このころ水上勉が原稿の口述筆記をした。）
  - 富子が松本で孫・和夫を出産した。
  - 戦後初の「日曜会」に参加、川崎長太郎・上林暁・渋川驍・石光葆らが集まった。
  - 松本に行き、北沢喜代治らに会った。
- 1948年（昭和23年） 57歳
  - 松本の家を引き払い、医師本多良静の紹介で東京文京区森川町に家を購入し移り住み、鈴木コウに家事を託した。守道一家が同居を望んだが拒否した。
  - 水上勉とともに横須賀・鎌倉を訪ねた。
  - 下諏訪で鮎子と再会し、1920年（大正9年）の芥川龍之介の鮎子宛書簡を見せてもらった。[66]
- 1949年（昭和24年） 58歳
  - 水上勉とともに湯河原・熱海に旅行した。
  - 広津和郎とともに芸術院会員となった。
  - 芥川賞が復活し選考委員となった。[79]
  - 天皇の陪食に招かれ、斎藤茂吉・高浜虚子・広津和郎らと文学談をかわした。
  - 鈴木コウが三河島の弟の家に転居、その後にきた家政婦とうまくいかなかったため守道のすすめで玉子[80]が同居した。
  - 盛岡で佐藤善一と落ち合い、十和田湖を旅行した。
  - 宇野を含む日本芸術院会員9人が皇居に招かれ、午餐の御陪食を賜る。食後のお茶の席で自身の文筆活動について語る[81]。
- 1950年（昭和25年）59歳
  - 北海道に旅行、途中盛岡で佐藤善一に会った。[82]
- 1951年（昭和26年） 60歳
  - 富子が孫・友子を出産した。
  - 『大阪人間』発表、モデルとされた阪口常三郎から告訴された。（示談で和解が成立したが、作品は未完となった。）
  - 松川事件の被告らが書いた「真実は壁を透して」を読み松川事件に関心をもち、広津和郎に紹介した。
  - 二月堂のお水取りの行事をみるために奈良に行った。
  - 玉子とともに下関に行き、その後劉寒吉と九州（小倉・大牟田・島原・雲仙・三角・熊本・阿蘇・別府・門司）を旅行した。
  - 正式に玉子と結婚した。
- 1952年（昭和27年） 61歳
  - 劉寒吉らと九州（小倉・鹿児島・宮崎・門司）を旅行、鹿児島で椋鳩十、宮崎で中村地平に会った。
  - 盛岡で佐藤善一に会い、その後十和田湖を旅行した。
  - 石川県羽咋郡西海村の加能作次郎文学碑除幕式に広津和郎・青野季吉とともに参列した。
- 1953年（昭和28年） 62歳
  - 広津和郎らとともに仙台高等裁判所で松川事件の公判（第二審）を傍聴し事件の現場を視察した。[83]
  - 最初の喀血をした。
- 1954年（昭和29年） 63歳
  - 病気療養。守道が看護のため上京した。
  - 劉寒吉・原田種夫らと九州（小倉・長崎・博多）を旅行、長崎で渡辺庫輔に会い、浩二が生まれた福岡市南湊町を訪ねた。
- 1955年（昭和30年） 64歳
  - 再び喀血した。
  - 劉寒吉・原田種夫・宮崎耿平らと九州（小倉・大牟田・島原・小浜温泉・加津佐・天草・熊本・阿蘇）を旅行した。[84]
- 1956年（昭和31年） 65歳
  - 青野季吉・保高徳蔵らとともに下諏訪で御柱祭を見物した。
  - 中国人民対外文化協会の招きで、守道が付き添い青野季吉・久保田万太郎らと中国を旅行した。
- 1957年（昭和32年） 66歳
  - 劉寒吉らと九州（小倉・熊本・島原・雲仙・有田・佐賀・門司）を旅行、熊本で荒木精之、有田で永竹威に会った。
  - 山梨県増穂町に熊王徳平を訪ねた。
- 1958年（昭和33年） 67歳
  - 再々度喀血した。
  - 劉寒吉らと九州（博多・柳川・長崎・佐賀・博多・小倉・若松）を旅行した。
- 1959年（昭和34年） 68歳
  - 病床で過ごすことが多かった。
- 1961年（昭和36年） 70歳
  - 水上勉とともに湯河原に旅行、玉子・守道も同行した。
  - 松川事件の全員無罪判決を聞いて広津和郎に祝電[85]を打った。
  - 9月21日、胸部疾患で大量に喀血し、東京都文京区森川町（現・本郷）の自宅で死去。戒名は文徳院全誉貫道浩章居士[86]。熱海から上京した広津和郎が双葉館に泊まり通夜・告別を行なった。
- 1963年（昭和38年）
  - 玉子が病死した。
- 1966年（昭和41年）
  - 八重が病死した。

墓所は、東京都台東区松が谷一丁目の浄土宗満泉山広大寺にある。法名・文徳院全誉貫道浩章居士。この墓には母・キョウ、兄・崎太郎、先妻・キヌ、後妻・玉子も埋葬されているが、父・六三郎の墓はない。

## 作品解題（小説）
- 清二郎 夢見る子（1912年〜1913年）

大阪の糸屋町や宗右衛門町で過ごした夢見がちな幼少年期を母や祖母、さらに茶屋や芝居小屋の回想と重ね合わせて描写している。「人形になりゆく人」「醜き女が物語」「ある雨の夜」「ガラス写しの写真」「うた」「天王寺の南門」「西の桟敷に」「玩具の錨」「清二郎彼自らの話 浜・水の流れ・南地・北地や堀江・東横堀の浜・いろいろの話・終りに」「細目の格子」「蝙蝠飛ぶ夕」「掘割の誘惑」「櫛を抱いて」「人形とすご六」「与力の心」「悲しき祖母の寝物語」「古都と」「冥加知らぬ人の栄華」「その父と未だ見ぬ従兄」「伯父の小唄」「友禅の座蒲団」の小品から成っている。
- 屋根裏の法学士（1918年）

大学卒業後5年経っても定職を持たない法学士乙骨三作が主人公で、彼は小説家となることが夢であるが、自負心ばかりが強くて根気や常識に欠け、毎日毎日無為な生活を過ごしているのである。
- 蔵の中（1918年）

近松秋江の挿話（女好きのうえに着物好きで新しく着物を作っては質屋に持って行くという話）をヒントに構成された小説である。主人公は質入れした着物が気がかりで着物の虫干しをしに自ら質屋に出向き同様に質入れした高級布団にくるまりながら質入れした着物と過去の女性との経緯を回想するという全体構成になっている。全体構成以外の細部は浩二自身の姿を髣髴とさせる描写が多い。例えば、主人公が蒲団に金をかけ蒲団の中で執筆すること、他人の妾となっている女性（加代子がモデル）や女優（渡瀬淳子がモデル）との交渉、ヒステリーで離縁した女（伊沢きみ子がモデル）などである。
- 苦の世界（1918年〜1921年）

画家住友（浩二がモデル）をめぐる女と金をめぐる苦の世界がテーマ。住友がよし子（伊沢きみ子がモデル）とともに前借を踏み倒して横須賀の芸者屋から駆け落ちして東京渋谷の竹屋の離れに変名で隠れ住んだ時のことから物語が始まる。その時から女のヒステリーに苦しむ「苦の世界」となる。他に本屋の主人山本の母親、よし子の母親と姉、周旋業者里見の妻、半田の妻などのヒステリー女が登場するが、やがてよし子のヒステリーから逃れるため再度よし子を芸者屋に身売りさせ住友は行方をくらましてしまう。それからは芸者屋に支払う損害金や下宿の勘定などなど金に苦しむ「苦の世界」となる。そこに登場するのが、自分の愛人だった芸者を父親に奪い取られた法科大学生鶴丸や千葉県津田沼に芸者あがりの女房と暮らす半田六郎という虚言癖の詐欺師めいた人物、売れない翻訳をして糊口を凌ぎながら困窮した住友に寝場所と食事を提供してくれる文学者志望の木戸参三という友人である。
- 長い恋仲（1918年）

年中女性問題で苦労している主人公土屋精一郎の初恋の相手澤井千江子は神戸で芸者となり旦那に引かされたり別れたりで男出入りが多い。土屋も何度か金を工面し神戸まで会いに行くがやがて間遠くなり、久しぶりに大阪で再会する。そして彼女が旦那と暮す妾宅に連れて行かれるがなぜか以前のように胸が躍らないのであった。
- 耕右衛門の改名（1918年）

本田耕右衛門は自らの名耕右衛門が百姓臭いことを気に病み仮に本田陽と名乗っていることを友人にからかわれてしまう。そこで彼は1町以内のうちに同名の者がいると戸籍上の改名が認められるということを知り、生まれたばかりの小作人の子供に耕右衛門という名をつけ、自らは陽と改名したのである。ところが今度は本田陽という名が3文字のために支那人のようだと友人にからかわれてしまい、何とかまた改名できないかと思い悩むのである。
- 転々（1918年）

大学卒業後5年経っても定職を持たない法学士乙骨三作が主人公で、彼は小説家となることが夢であるが、収入がともなわず、下宿代の払いも滞りがちである。偶々まとまった金が入ったが下宿屋には払わず、忽然と旅に出て宿屋に長逗留し3人の個性的な女中とも懇ろになるが結局宿屋代を踏み倒して東京に舞い戻る。東京で友人の画家が愛人といる家を訪ねるが、愛人のヒステリーと両人の痴話喧嘩に辟易として逃げ出してしまう。そして偶々上京していた従兄の下宿に転がり込み従兄の援助で執筆をするが、やがて従兄も帰郷し下宿屋の主人家族も夜逃げして、いよいよ乙骨は行き場を失うのである。
- 人心（1920年）

1918年（大正7年）にヒステリーの彼女（伊沢きみ子がモデル）が横浜の芸者屋に身売りした頃から話が始まる。母を赤坂の田丸家（本多家がモデル）に預け浅草の仲戸丈助（中川嘉蔵がモデル）方に下宿し小説執筆に努めようとしたこと、友人と横須賀に行き以前に横須賀の芸者屋からヒステリーの彼女と手に手をとって駆け落ちしたときのことを回想しそのまま潮来に行って『苦の世界』（月夜がらすにふと目をさまし、あひたさ、じれったさに無理なこと言うて、わしや神いのり、あひたいが病か、癇しやうの癖か、ささでしのがんせ苦の世界」という小唄の文句から題名をつけた）を執筆したこと、下諏訪に旅行し子持ちで芸者屋を営んでいる芸者ゆめ子（鮎子がモデル）と出会ったこと、ヒステリーの彼女が突然鼠のだんごを食べて自殺したこと、作家として売れ出したらヒステリーの彼女を必ず芸者屋から請け出すと約束したことなどが描かれている。
- あの頃の事（1920年）

定収入がなく、親戚からの仕送りを断たれた主人公のもとへ母が上京してくる。このときから苦難の生活が始まる。竹下という著述業者のもとに様々な原稿を持ち込むがほとんど収入らしい収入にならない。月々の支払いも滞り質屋に持って行ける物は持って行き尽くしてしまう。持って行き場のない鬱憤を竹下に対して破裂させてしまいそうになるがじっと我慢するのである。
- 因縁事（1920年）

当時穢多と呼ばれていた未解放部落民お鳥の回想の物語である。頭がよく強情なお鳥は尋常小学校を卒業した後、迫害を恐れた両親の反対を押し切り部落外にある高等小学校に進学し優等で卒業する。そして部落のくびきから逃れるために16歳で自ら大阪の遊郭に行くことを決意する。部落出であることを隠し遊郭で働いた2年のうちに、お鳥も好意をもった旦那にひかされて結婚することになったが、旦那の故郷に向かう途上で旦那に自らが部落民であることを告白され旦那と別れてしまうのである。
- 美女（1920年）

商家に仕える堅物の奉公人が銀行で千円の金を下ろした後、帰りの巡航船の中で吃驚するほどの美人に出会う。どこに住む女性か知りたくなり、女性が下船した後も跡をつけまわすが、女性も何かしらこちらを気にしているように見える。松島の遊郭に関係があるのか、はたまた洋妾か、あるいは美人が多いという穢多かと想像を逞しくするが、突然、その女が立ち止まり、「しつこい」と叫びながら奉公人が持っていたはずの千円入りの財布を投げて寄こしたのである。
- 化物（1920年）

友人の小説家島木島吉は大阪の或るカフェで知り合った女性に見復（みかえる）仙助という人物を紹介され、見世物で熊の皮をかぶって虎と対決するという職にありついた。島吉が隣の檻にいる虎を見て怯えていると、その虎も人間（実は島吉の友人）が皮をかぶっていたのであった。落語「動物園の虎（虎の見世物）」と同様の話である。
- 若い日の事（1920年）

大和高天町（大和高田がモデル）で三味線を習いに母の元に出入りしていた女性加代子と深見（浩二がモデル）との淡い恋の交流を描いている。彼女が「事毎に無闇に少女みたいに恥づかしがるかと思ふと、どうかすると急に物馴れたやうな振舞をする」のを不思議に思っていたが、やがて彼女が商人高取亦太郎の妾であることが判明する。その後も母を交えて3人で旅行などしたことが高取に知られ付き合いを絶たれることとなる。以前に母が住んでいた高市村（天満村がモデル）の中戸家には深見もしばしば訪れたことがあるが、その中戸丈太郎に紹介された塩問屋の息子咲谷重兵衛も実は加代子に恋心を寄せていたことを後に知るのであった。
- 高い山から（1920年）

保険会社員牧新市は娼婦あがりの妻のヒステリーに悩まされ、しばしば近所の久世山に登り町を見下ろすのが好きであった。やがて牧の勤務状態が不良だったために会社を首になってしまうが妻には告げず、中学校時代の旧友（医者で大酒飲みの兵取清民、友人たちが下宿に転がり込んできて困っている画家志望の禮見洋行、小説家志望の折権隆介、ヒステリーの妻を持ち売れっ子小説家になった伊呂十々郎など）を訪ね歩いて時間をつぶしていた。しかしひょんなことで首になったことが妻にばれてしまい、牧は家から逃げ出し久世山に登り町を見下ろすのであった。
- 甘き世の話（1920年）

作家の半子半四郎（浩二がモデル）が大正8年（1919年）に下諏訪の子持ち芸者ゆめ子（鮎子がモデル）と出会いプラトニックラブに落ちてから同じ芸者であるくれ葉・喜扇や旅館の女中・泊り客などとの交流を描いている。数回下諏訪を訪ねているうちにやがて芸者小瀧（小竹がモデル）と知り合い、ひょんなことで（浦島太郎のように）彼女と夫婦になってしまうのである。
- 橋の上（1920年）

夏の大阪の風物詩として橋の上の氷店の回想からその橋の橋詰にあった電燈広告へと回想がひろがる。そしてその橋の近くにあった十軒露地の生活で初恋の相手おもよ（宮本八重子がモデル）と出会い、やがて彼女は芸者となっていくが、そんな或る日二人で密かに住吉公園の料亭で逢引したことなどが描かれている。
- 恋愛合戦（1920年〜1921年）

法学生大下千吉郎（浩二がモデル）の目を通して、美術劇場創設をめぐる女優波川珊子（渡瀬淳子がモデル）の恋愛模様を主軸に、女優折谷葉子と成木三次（鍋井克之がモデル？）・貝能歩山（秋田雨雀がモデル）、女優大竹良子と滑川史郎（永瀬義郎がモデル？）・大下千吉郎、女優真竹里子と床持辰吉（倉橋仙太郎がモデル？）・大下千吉郎などの男女の駆け引きが描かれている。波川珊子に恋愛感情を抱く男性は9人以上にのぼるが、結婚相手となったのは白子昌右衛門（沢田正二郎がモデル）であった。その他、井汲三五郎（清水金太郎がモデル）、蔵原孤山（島村抱月がモデル）、丸尾つき子（松井須磨子がモデル）、中貫林次（三上於菟吉がモデル？）、山田秋風（近松秋江がモデル）など、多くの実在の人物がモデルとなっている。
- 八木彌次郎の死（1921年）

友人で美術学校生の八木彌次郎は下宿部屋に自らを鼓舞するような標語を貼り、「ぐんぐんやればいいのじゃ」と言って右手の拳を相手方に突き出すのが癖であった。彼は下宿屋の子持ちの出戻り娘と夫婦となり、やがて「金を持つことが一番の幸福」と考えて渡米を計画し渡米後の生活のために日本画や陶器を習い旅立ったのである。しかしこの企ては失敗し妻には他に男ができ彌次郎は病気となって帰国後間もなく亡くなってしまった。
- 遊女（1921年）

難波新川（幼少の頃、宗右衛門町の芸者小さんに可愛がられ、彼女が信仰する金神様にお参りするため難波新川によく連れて行かれた。やがて彼女が金神様の宣教師と駆け落ちして姿を消してしまった後も難波新川に行き、そこで病気の遊女を難波病院に運ぶ船を見かけたのであった。）難波病院（友人の医者に難波病院を案内してもらう。肺結核や梅毒の遊女が多数入院しており、そこで歌われている病院唄を聞いたり、遊女の身投げした井戸を見たのである。）友菊と千鳥の話（病室の障子に小指を切った血で病院唄を書き井戸に身投げした遊女友菊、井戸にお百度詣でをすると病気が治ると信じたが結局井戸に身投げしてしまったハルピン帰りの遊女千鳥。）雪景色（カフェに居候していた頃にそこの常連客可児才三と松島の遊郭に行き、そこで遊女の身の上話を聞き、川の雪景色に月の光が射しているのを見て感激した。）
- 空しい春（或は春色梅之段、1921年）

品格のある好男子の顔形であるが半身不随で足が立たない堀田芳花は漢文の講義をする傍ら新聞に叙情的な短歌を投稿する一方、車屋などに負ぶさりながら遊郭にもしばしば登楼していた。また浮世絵の殿様のようなのっぺりした顔の持ち主で自惚れが強く背こそ高いが女のような華奢な格好をしていた河野紅夢も新聞に叙情的な短歌を投稿をしていた。あるとき新聞の短歌欄に守谷れん子という女性が堀田と河野に捧げる短歌を投稿した。堀田は河野の自惚れの強いのに反感を持ち、守谷れん子の名で偽の恋文を河野に送りつけた。喜び勇んでれん子との待ち合わせ場所に来た河野を物陰から見ていた堀田はなぜか泣きたくなる衝動を抑えられないのであった。守谷れん子の名で新聞に短歌を投稿したのは尾上音吉という友人であった。
- 一と踊（1921年）

1919年（大正8年）に下諏訪で子持ち芸者ゆめ子（鮎子がモデル）に出会い、「おとぎ話」のような恋に落ちるが結ばれず、ひょんなことでゆめ子と同じ下諏訪の芸者小瀧（小竹がモデル）と夫婦になる。夫婦になった後、小瀧の過去の男関係や借金などが発覚したり、旦那に気兼ねしたゆめ子からは絶交を言い渡されたりする。そんなとき下諏訪の山中で2人の老婆が仲良く踊りを踊る姿を見て感動するのである。
- 滅びる家（1921年）

父の死後、母はなけなしの財産を父の姉の婚家（伯父）入江家（作中では原一家）に預けたが、その家が破産してしまった。その頃、母と二人で入江家を訪ねた際に旧家の格式をもちながらも荒廃した家の様子や帰りがけに伯父から一本の槍を土産に貰ったことなどが描かれている。
- 歳月の川（1921年）

父が死の床についた時の記憶、筑前博多の海岸で鬼とともに踊っている亡き父の幻影、博多の城跡で乳母の背に追われた自分がブランコに乗っている兄を父母とともに見ていた記憶、学資などの援助をうけた本多家に休暇のたびにご機嫌伺いに行くときの胸の中の重くなった記憶などが描かれている。
- 夏の夜の夢（1921年）

下諏訪の同じ芸者屋で働いていたゆめ子（鮎子がモデル）・小瀧（小竹がモデル）・半子をめぐる話である。ゆめ子が最も心を許していた半子は同棲していた男から子供を産めば女房にしてやるといわれたが子供はできず、小瀧も作者の妻となるが子供には恵まれない。ゆめ子だけが子供を産み、ある深夜、作者は諏訪大社境内でゆめ子の子供をあやす老女（ゆめ子の叔母で養母）に偶然出くわすのである。
- 心中（1921年）

1919年（大正8年）に下諏訪でゆめ子（鮎子がモデル）に出会い、「おとぎ話」のような恋に落ちるが結ばれず、ひょんなことでゆめ子と同じ下諏訪の芸者小瀧（小竹がモデル）と夫婦になる。夫婦になった後、小瀧の過去の借金が発覚したり、ゆめ子の孕んだ2人目の子を養子にもらう話がもちあがる。そして魚屋の甚吉（小瀧の義理の妹の夫）とともに借金処理のために下諏訪に行ったところ、ゆめ子の孕んだ子の父親は小瀧が借金した相手の男だったことがわかるのである。
- 或る青年男女の話（1922年）

東京の文科大学生戸島豊治は、中学卒業後一時代用教員をやっていた河内の江一村（中河内郡若江村がモデル）を訪ね、女教員の鳥羽たま子と知り合い恋情を抱くようになる。その後、東京から大阪に帰省するたびにたま子が戸島のもとを訪ねてくるようになるが、戸島は自分の恋情が青年特有の「恋に恋する」ようなものと気づき、徐々にたま子への気持ちが醒め、疎遠になっていくのであった。中学卒業後江ー村でやはり一時代用教員をやっていた友人の永塚からその後のたま子の芳しくない噂をきき、江ー村にたま子を訪ねるが会えずじまいに終わった。
- 二人の青木愛三郎（1922年）

戸川介二（モデルは宇野浩二か）と青木愛三郎（モデルは青木大乗か）は郷里を同じくする幼馴染で小学校・中学校を通じて成績は戸川が1番、青木が2番で、中学時代には同性愛の関係にもなった。中学卒業後2人は様々な思潮（キリスト教・デカダン・人道主義など）の浮薄な影響を受け、様々な女遍歴をしたうえで青木は人道主義の作品を発表して有名になった。何年か後、静岡県のある避寒地の旅館に青木愛三郎を名乗る客が訪れ、その地の名士から芸者をあてがわれたり、講演や新聞への寄稿を依頼されたり、大層もてはやされたが、やがて偽者の青木愛三郎であることがわかった。正体は戸川介二であった。
- 屋根裏の恋人（1922年）

貧しい独身の新聞記者山村広吉の下宿には赤野という無口な隣人がいたが、やがて赤野の妹と称する常子という女性が寄宿するようになった。山村は自らの侘しい生活から脱け出すために「恋を恋する」ような気持ちで常子と深い関係になったが、ある日常子が赤野の妹ではないことがわかってしまう。常子は「穢多」の身分で、その境涯から逃げるために関係のできていた赤野を頼って町に出てきていたのであった。それを知った山村は常子との関係を続けるか否か動揺するのであった。
- 夢見る部屋（1922年）

借家に家族と住む私は家人には不用意に立ち入らせない自分の部屋（挿絵入り）があったが、愛人となっていた煙草屋の娘との逢瀬のためや思うさま読書と空想（夢のようなかつての恋と山の写真）に耽るため東台館という下宿屋の1室を借りた。しかし実際に借りてみると愛人にも部屋の存在を知らせずに一人で思うさま空想に耽るのであった。
- 青春の果（1922年）

外山辰夫と小栗代三郎は画学生同士の友人であった。20代の頃には女遊びの挙句にお互い性病に罹ったり、様々な女遍歴を経て妻を娶った。30代に入り、二人は青春の気を取り戻そうとして根津神社脇の乾物屋の斡旋で「素人女」（実は娼婦）を相手にするが、結局青春の終わりを実感するだけであった。
- 山恋ひ（1922年）

下諏訪（宿泊した旅館の間取り図付き）の芸者ゆめ子（鮎子がモデル。作中で旦那の2人目の子を孕む）へのプラトニックな恋愛を背景に山に対する憧憬が諏訪の御柱祭などとともに描写されている。もとは甲州の印判職人であったが下諏訪の変電所に勤めた後に音楽教師となりヒステリーで男癖の悪い妻に悩まされる西向観山、西向の同僚で音楽を志し上京するが遊びに溺れ借金に苦しむ女のような優男堀戸某、京橋のカフェで知り合い蝿取り杖発明に関わった哲学者であり相場師でもある市木直吉などが登場する。市木、西向とともに諏訪に向かう車中で夜明けの山々に感動する場面で物語りは終わる。
- 子を貸し屋（1923年）

団子屋の佐蔵（中川嘉蔵がモデルだがかなり創作が加えられている）と佐蔵に雇われていた男太十の遺児太一が主人公。銘酒屋の女が店以外で客を取るときに刑事の目を晦ませるために子を連れてあたかも親子であるかのように装うために佐蔵のもとに太一を借りに来るようになり、太一以外の子供も親に連れられて来て同様の役目を果たし小金を稼ぐようになった。やがて太十と縁付くはずだった女（おみの）も銘酒屋で働くようになって太一を借りにくるようになり、それまでの常連の女（おさき）と太一を奪い合うようにもなったが、ある日突然太一が姿を消してしまった。幼い子にしては気味が悪いほど人懐こかった太一は誘拐されたのではないか・・・・？
- 或る春の話（1923年）

主人公の友人本沢の下宿屋に女主人の姪で美人ではないがどこか愛嬌のあるお光ちゃんと女主人の息子の嫁で美人といえるお智恵さんがいた。その下宿屋にいた法学士半田と或る日偶然再会し、後日彼の家を訪ねるとお智恵さんがいて、かつて半田に取られた自分の写真を返してくれるよう頼みに来ていたのであった。それを聞いた主人公は半田の留守中に、どこかお光ちゃんに似ている半田の妻の写真を密かに持ち帰ってしまうのであった。
- 四人ぐらし（1923年）

母・妻・従兄弟との4人暮らしに背を向け1人の孤独な時間（芸者ゆめ子へのプラトニックな恋心）を求める偏屈な主人公の部屋は家族から「明かずの部屋」と呼ばれていたが、夏の季節は暑さで開放せざるを得ないので、懇意にしていた芸者の紹介で他に間借りをするが、その部屋では芸者の女の干渉とヒステリーが酷かった。間借りの部屋へと向かう道すがら耳鼻科に通う母や用足しに行く妻と同道する時は、彼女らの想いや願いを叶えてあげられない自分をしみじみ思うのであった。
- ぢゃんぽん廻り（1923年）

村の大身代の庄左衛門が死んだので桶屋の勧作は病気の息子に代わって30年ぶりに葬礼の日取りを知らせるぢゃんぽん廻りに出かけた。先代の庄左衛門の妾だったお力は亡くなった庄左衛門の吝嗇を言い募り、庄左衛門の恩に感謝する竹屋の助さんは茶の一杯もくれず、庄左衛門の死で借金が帳消しになることに狂喜した石屋の時松にはしこたま酒を振舞われたりして、勧作は世の中の変わりように驚いてしまうのであった。
- 従兄弟の公吉（1923年）

作者がかつて寄宿していた伯父の息子公吉が通学のため作者の家で生活するようになった。彼は利口な子で難関の府立中に入学したが、その利口さは何物にも物怖じしないような危うさを含んだ利口さであった。ある日公吉の母（親戚中の嫌われ者）から公吉の濫費癖を理由に中学を退学させ働かせたいという申し出があった。作者は退学を納得しない公吉を経済的に援助しようかと迷うが、公吉の親戚一同の意向を無視することも出来ず、公吉を国元に帰してしまうのであった。
- 俳優（1923年）

浅草六区で女優渡瀬淳子（作中では波川銀子）と久しぶりに再会した。作者はかつて下宿部屋を彼女に提供し恋心を抱いていたが、彼女は当時人気絶頂の妻子持ちの歌劇歌手清水金太郎（作中では井汲三五郎）の愛人となった。やがて清水の彼女に対する恋が醒めかかった頃、彼女は作者の友人で新進の舞台俳優沢田正二郎（作中では反子半四郎）と結婚してしまった。その後、沢田は関西で成功し華々しく東京に乗り込んできたが、一方の清水は凋落し舞台で貧弱な老残の姿を晒すようになるのであった。
- 心つくし（1923年）

幼時に脳膜炎と中耳炎を患い耳が遠く知的障害のある兄・大造（崎太郎がモデル）が預けられた本多家では、兄の将来を考えて足袋屋に奉公に出したり風呂屋の経営などを考えてくれたがうまくいかない。妻・よし子（キヌ、もと芸者小竹がモデル）はそんな兄と心を通わせることができた。また母の遠い親戚で切屑屋をしている中戸丈助（中川嘉蔵がモデル）も自分の店に兄を引き取り、やがて独立させ、やはり知的障害のある自分の娘（作中ではお紋）と夫婦にしようと申し出てくる。この話も結局うまくいかず、兄に自らの将来の希望について聞き質すと、「僕も小説を書いてみたい」と言う。
- 鯛焼屋騒動（1923年）

鉄次郎は職を転々とした後、兄佐太郎の援助で鯛焼屋を開いた。先妻お今に病死された鉄次郎は後妻にぽっちゃりしたおみのをもらったが、間もなく鉄次郎は先妻の肺病に感染していたらしく寝ついてしまった。鯛焼屋の人手が足りないので赤井という髪を七三に分け口髭をはやした男を雇ったが、その直後から鉄次郎は妻と赤井が関係を持っているのではないかという妄想に苦しめられるようになり、ついに赤井を解雇してしまった。しかし鉄次郎の妄想はなくならず、赤井の手紙を偽造して妻に見せることで妻の本心を探るようになり、妻は鉄次郎が偽造した手紙に同封した毒薬（実はメリケン粉）を鉄次郎に飲ませてしまうのであった。これで騒動が持ち上がるが、結局妻は鉄次郎とともに生活することとなった。
- 東館（1923年）

かつて私とその母・妻が下宿していた東館を離れ友人遠藤三造（モデルは江口渙か？）の家と背中合わせの借家に移り住んだ。遠藤の家からは始終、ヒステリーの妻と遠藤が言い争う物音が聞こえ、やがて遠藤の留守中に妻の不倫が発覚し夫婦別れしてしまった。私は遠藤同様に家庭生活の煩瑣を逃れ、密かに東館に部屋を借りるようになった。
- お蘭の話（1923年）

夫の井村について従弟の嘉郎に愚痴をこぼすお蘭。おとなしいだけの底が知れ渡ってしまうような夫に嫌気がさし、自分の本当の初恋は話し相手の嘉郎だったとお蘭は告白するのであった。
- 昔がたり（1924年）

Ｋ湖の旅館湖畔亭の主人が私に昔がたりした話。主人が日露戦争に従軍したときに日本橋の紙問屋の息子で楠谷という優男が部下にいた。将校斥候で出動し敵方の貴族将校を打ち倒す際に楠谷は負傷し病院に収容された。半年後、敵方の貴族将校が何とか大公の息子ということがわかり、その何とか大公が楠谷（貴族将校が相討ちにした日本将校と大公に誤解された）に名誉の弔慰金を送るということになった。戦後、窮乏した主人が楠谷に金の無心に行くと、楠谷は紙問屋の立派な若主人になっており、ついに金の無心は出来ずじまいに終わった。
- 古風な人情家（1924年）

外出好きで金使いの派手な母と芸者上がりで家から出ない妻、この二人から離れて私は家とは別に下宿部屋を借りていた。そして母や妻には内緒でかつて恋心を燃やした上諏訪の芸者（妻とも知り合いだった）さよ子（鮎子がモデル）に会うため旅に出たが、結局会うことはかなわなかった。母や妻は私の下宿借りや旅行に不審の思いをもっているが表立って問い詰めることはなかった。
- 晴れたり君よ（1924年）

晴れた日の銀座を散歩していると、当時恋愛関係にあった芸者が旦那連れでいるのに偶然会う。その出来事を機に彼女の旦那や恐い伯母のこと、名古屋で待ち合わせ二人で京都・大阪・奈良を旅行したこと、私の下宿に様々な道具類・家具を買い込んできたこと、私との関係が旦那にばれ問題になったことなどが思い出された。
- 四方山（1924年）

中学通学のために一時同居した従兄弟の公吉と彼に悪い気性を伝えたその母のこと、カフェの女給つた（玉子がモデル）との馴れ初めや彼女とのわずか2回の情交で（弁慶のしくじり）で子を成したこと、玉子とその祖母の住む家の猥雑さなどから玉子にもその子にも情愛がわかないこと、玉子以外にも新たに別懇にしている芸者（八重がモデル）とも関係をもつようになったこと、作者の不行跡に母が頭を悩ましていたことなどが描かれている。作者の借りている下宿屋（菊富士ホテル）の3階の上にある塔の部屋で作者と母親が四方に見える山々を見晴らす場面で終わる。
- 鼻提灯（1924年）

みすずはしとやかで女らしい柳橋きっての芸者で、日本橋の紙問屋の息子と深い馴染みとなっていたが、彼女には時折、ハンカチで鼻の下を蔽い、右手を口の端に持って行くという奇妙な癖があった。やがて紙問屋の息子は親のすすめに従いみすずに無断で妻をめとり、ぱったり姿を見せなくなった。数ヵ月後紙問屋の息子が侘びを言うためみすずに会ったが、彼女は「ふん」というなり奇妙な癖をまたして、そこから唐突に立ち去った。後で聞くと立ち去ったわけは、「ふん」と言った瞬間に鼻提灯が出て恥ずかしかったからだという。
- さ迷へる蝋燭（1924年）

10年余り前、大阪でどういう経緯で知り合ったか記憶が定かでない三木田幹夫という男は、豊太閤時代からの纏屋の息子で5尺8寸余りの大男であるうえ独特な歩き方をし風采も特異であった。彼は自分に芸術的才能があるかのように装う模倣の才能や虚言癖があるうえ、プライドが高くて少しの侮辱にも耐えられず、しかもなかなかの女好きであった。やがて彼はダヴィンチ研究を標榜するようになり、ヨーロッパを巡遊しゴッホの妹に会ったと友人に触れ回ったが、彼から聞いた話は、「London Life」という書物に書いてあった「さ迷へる蝋燭」の受け売りに過ぎなかった。
- 見残した夢（1925年）

カフェに勤めていた藤子（星野玉子がモデル）との間に子をなしたこと（弁慶のしくじりか）や気の進まない彼女との逢引（彼女の住む猥雑な家が原因か）、十数年来断続的に付き合いのあった遠山糸子（渡瀬淳子がモデル）と河本（沢田正二郎がモデル）の破綻した結婚生活、遠山糸子と彼女の2人の子を連れてゆめ子（鮎子がモデル）のいる下諏訪に旅行したこと、旅行の車中で偶然不快な男（ゆめ子の実の父親であることが後にわかる）に出会ったこと、などが描かれている。
- 浮世の窓（1925年）

浩二が園子（伊沢きみ子がモデル）とともに前借を踏み倒して横須賀の芸者屋から駆け落ちして東京渋谷の竹屋の離れに変名（作中では川上長太郎）で隠れ住んだ時のころが題材である。浩二は園子の激しいヒステリーに手を焼き、この頃浩二が勤めていた出版社の社長芳野友造（加藤好造がモデル）も十字軍に入っているヒステリーの母親にほとほと困って、二人はともにヒステリー女から逃れるために下宿を借りてそこで編集の仕事をしたのであった。ある日、万世橋駅の構内を見下ろせる場所から園子は他の男との逢引の様子を浩二に見せるのである。
- 思ひ出の記（1925年）

中学卒業後、小学校代用教員になるが脚気発病で退職し大和にいた母と一時同居する。やがて祖母も大和を訪ねてくるが急病死する。やがて念願どおり大学進学という進路が決まり東京へ行くことが決まる。この間の祖母との交流（特に大阪から大和へ赴く途中の王寺駅跨線橋での死に取り憑かれた様な祖母の描写が秀逸）が主に描かれている。最後の場面で小学校の準訓導である老教師と八尾駅のプラットホームで再会する場面は印象的。
- 人癲癇（1925年）

赤坂の近く清--町の借家の左隣には学者とその美しい妻が住んでいた。ある日、隣の妻の経歴などを暴露した匿名の手紙が届いたが、これは隣の妻自らが出したものと思われた。右隣には始終夫婦喧嘩の絶えない画家夫婦が住んでいた。その画家は半年ほど前に電車の車中でふとしたことで自分に腕力をふるった男で、ある日二階の屋根伝いにやってきて彼の絵を見てくれるよう自分に頼むのであった。やがて彼は妻子を連れて漂泊の旅に出てしまった。左隣の学者とはともに酒を飲む機会があったが、彼は書斎に閉じこもりきりだというのに町内の人々の消息に驚くほど精通していた。その後、画家とも再会する機会があった、震災のときに、学者は避難先の寺で人嫌いな人が人中でおこす人癲癇の発作をおこしたのであった。
- 千萬老人（1925年）

芸者八重の慕っている待合「千萬」のおかみの旦那の話である。この頃このおかみには新しい恋人ができたので病気がちだった老いた旦那は彼の娘が営んでいた料理旅館「いなか」に預けられていた。この老人は以前は鶴亀屋千萬という太鼓持で梅毒で鼻も欠けていた。作者はしばしば原稿執筆のため「いなか」に行きこの千萬老人と話し合ったことが印象的に描かれている。
- 如露（1925年）

芸者八重との出会いから、彼女の育ての祖母（祖父の後妻で八重とは血がつながっていない）を引き取るために名古屋に行った八重と待ち合わせ京都・大阪・奈良を旅行したこと、祖父はブリキ職人で八重は祖母と毎晩ブリキの如露を売るため露店を出したこと、本床の付いた十畳の座敷で死にたいと言っていた祖父の願いをかなえるために東京に芸者に出たこと、名古屋の露地の奥にある寺に祖父の墓参りに行ったことなどが描かれている。
- 人に問はれる（1925年）

かつて大阪で知り合った加山五策は豊太閤時代からの纏屋の息子で5尺8寸余りの大男であるうえ独特な歩き方をし風采も特異であった。彼は自分に芸術的才能があるかのように装う模倣の才能や虚言癖があるうえ、プライドが高くて少しの侮辱にも耐えられず、しかもなかなかの女好きであった。不二館（菊富士ホテルがモデル？）に下宿していた頃、洋行中という噂のあった加山と再会した。不二館には哲学者肌の天文学者赤川十蔵、友人で小説家の水本久一郎、友人で画家の曽我部太市郎などがいたが、小人6人を含んだ外国人一行がここに滞在しているときに加山が訪ねてきて、彼の大足を小人に見させて彼を侮辱したと思い込み、加山は憤慨して帰ってしまった。
- 十軒路地（1925年）

浩二が8歳から10年ほど暮らした宗右衛門町の十軒路地が舞台。道頓堀筋の芝居小屋や芝居茶屋の風情、浩二の家の真向かいに住んでいた山木宇三吉（宮本卯三郎がモデル。後にカフェ・サンパウロで働き成功した）との出会いやその後の親密な交遊、偕行社小学校への遠距離通学の苦痛、十軒路地住人のこと、十軒路地入り口近くの油屋の子だった大原作蔵（保高徳蔵がモデル）のこと、宇三吉の兄姉のこと、宇三吉のすぐ上の姉たえ（宮本八重子がモデル）との淡い初恋の様子などが描かれている。
- 従兄弟同志（1925年）

作者の亡父の姉（すでに故人）が嫁いだ相良家当主（入江憲治がモデル）がその後妻に産ませた子供、つまり義理の血のつながらない従兄弟相良満治との経緯が描かれている。作者の母は夫が残した遺産を当時素封家であった相良家に委託するが、相良家の破産によってそれをすべて失ってしまい、その後の生活は夫の従兄弟本庄家に頼らざるを得なかった。そして作者自身も生活のためにひょんなきっかけから不本意にも「誰にも出来る株式相場」なる本を書く羽目になった。ある日、長い間音信不通になっていた相良満治が訪ねてきて、何としても相場で金儲けをしたい、そのための良い本があると言って、作者の書いた「誰にも出来る株式相場」を見せるのであった。
- 足りない人（1926年）

幼時に脳膜炎を患い「低脳」のうえ中耳炎で難聴の疾患もかかえる兄保太郎（崎太郎がモデル）が主人公で保太郎自身の書いた文章も引用するかたちで描かれている。1900年（明治33年か）ら二十数年間、親戚である神戸の小阪家（本多家がモデル）に預けられていた保太郎は薬屋・仕立屋などに奉公に出されるがうまくいかず、それ以来小阪家で掃除・使い歩き・家畜や家禽の世話・植木の手入れなどをして生活するようになる。1919年（大正8年）には小阪家の主人の不興を買って一時東京に帰されてしまうが、弟である作者も下宿住まいで面倒を見るのを厭ったこともあり神戸に帰ることとなる。その後作者の生活もやや安定したので、1924年（大正13年）に東京に呼び寄せた。その後兄の縁談相手として作者の妻の異母妹るい子（九州に攫われ私生児を産んだ）も候補に挙がるが実現しないのであった。
- 高天ヶ原（1926年）

小畑萬次郎（浩二がモデル）が母とともにしばらく生活した大和高天村（実際に浩二が住んだことのある天満村〔現在の大和高田〕ではなく、御所市の高天彦神社周辺の高天ヶ原と呼ばれていた高天をモデルにしたのではないか？）を題材にした小説である。先妻との間にできた娘の産んだ私生児を高天村に預け後妻の目を盗んで送金している中戸丈助（中川嘉蔵がモデル）と萬次郎が高天村に向け旅行するところが物語の発端と結末で、その中間に様々な回想（丈助が関東大震災の直後見舞いに来てくれたこと、浅草の大阪寿司屋で偶然丈助に会ったこと、高天村で丈助と初めて会ったときのこと、高天村で萬次郎の祖母が亡くなったこと、高天村で人の妾になっていたきさ子（加代子がモデル）と知り合い淡い恋情をもったが彼女の旦那に気づかれ付き合いを絶ったこと、丈助が上京し商売をするにあたって開業の手伝いや助言をしたこと、街中で偶然丈助に出会い小説を書くために暫く彼の家に居候したこと、丈助から彼の財産の遺産分与について相談されたことなど）が叙述される。
- 出世五人男（1926年）

画家志望だが、役者佐田半三としても活躍し、文展入選の実力を発揮、ついには映画でチャップリン役までこなし、最後は渡仏する赤木赤吉（浩二がモデルだがかなりフィクション化されている）、横綱大淀川となる伊能猪之吉（横綱大錦卯一郎となる細川卯一郎がモデル）、新劇から新国劇をおこした反子半四郎（沢田正二郎がモデル）、文展に入選し画家として成功した自分勝手な変人三木按次郎（モデルは不明）、通俗小説・脚本家となった己武良夫（菊池寛がモデル）が出世五人男として描かれている。そして赤木赤吉や三木按次郎などの心をとらえた美貌の矢筈美英子（東山千栄子がモデル）は家のために実業家と結婚して渡仏してしまい、大江光子（渡瀬淳子がモデル）は反子半四郎と結婚してしまう。その他、寺尾亨をモデルにした矢筈進太郎、三上於菟吉をモデルにした小出林次、佐野文夫をモデルにした山根道之助などが描かれているが、かなり事実と異なったフィクションが加えられている。
- 「木から下りて来い」（1926年）

「私」は「彼女」とつかず離れずの付き合いが続いている。彼女は青島や神戸に芸者として数年行ってしまったり、誰かと密かに結婚したりしている。ある日、「私」は「彼女」にせがまれて、彼女を悪童に見立てて「badboy,badboy,come down from tree」と書いたことから、昔近所の芸者のもとに出入りしていた俄の役者・団十郎の弟子団子をからかって同じ言葉を叫んだことを思い出した。そして現在、「彼女」と付き合っている役者・不二の家十三郎が昔の団子その人なのであった。
- 軍港行進曲（1927年）

1916年（大正5年）に浩二が伊沢きみ子と出会ってから、きみ子の足抜けの手伝いや彼女との別れ、そして1919年（大正8年）にきみ子が自殺するまでを描いている。きみ子が芸者に身売りした横須賀が主な舞台で、当時軍港だった横須賀の情景やそこで出会う海軍軍人（浩二の中学時代の同級生ら）との交流が印象的である。
- 日曜日あるいは小説の鬼（1927年）

普通の勤め人は1日定時間労働で日曜休日であるが、小説家である「おれ」は休み無く小説の鬼に追われ執筆し心が休まることがない。日曜日に百貨店の前に立っていた2人の女は情人を待っている風情で、そうした日曜日の人々を見ていると、「おれ」自身の生活が嘘のように思えてきた。
- 恋の体（1927年）

カッフェの女将である私（葉山龍子。渡瀬淳子がモデル）には音楽家・画家・小説家・俳優など多くの芸術関係のご贔屓がいた。東京の下宿時代に世話になり哲学の話をしてくれた小谷（浩二がモデル）、オペラ俳優の草分け的存在だった山根三太郎（清水金太郎がモデル）、2人の子をなしたがその子らを連れ去ってしまった俳優の川原（沢田正二郎がモデル）などなどであった。
- 枯木のある風景（1933年）

画家・島木新吉が写生旅行で奈良に行き、そこで画家・古泉桂造（小出楢重がモデル）との交友を回想する。二十数年前の美術学校入学の頃から付き合いが始まり、去年は古泉の健康状態を気遣い芦屋の家を訪ねた。古泉の画室には多くの絵が制作されており、彼の妻が商才を発揮してそれらを売り捌いているのであったが、そのなかに「裸婦写生図」と「郊外の風景」という作品があった。写生旅行の途上で古泉急死の連絡を受け、彼の家を訪れると、「郊外の風景」と一対というべき彼の鬼気迫る遺作「枯木のある風景」が画架にかけられていた。
- 枯野の夢（1933年）

古泉健三（浩二がモデル）が極寒のなか祖母とともに母の住む大和高天村（天満村根成柿がモデル）に向かいそこで祖母が急死したことから物語は始まり、中学卒業後進路の決まらない時期に高天村に一時住んだことがあり、その時料理屋を経営していた中戸竹蔵（中川政蔵がモデル）・中戸丈助（中川嘉蔵がモデル）兄弟と知り合った頃のことを思い出す。健三が東京の大学に進学した3年後に嘉蔵も上京し健三の進言で子供靴屋をはじめたこと、子供靴屋が行き詰まったなかで丈助の女房が亡くなったこと、丈助が健三の進言で布切れ屋に転業して成功した頃に健三が小説執筆のため丈助の家に居候したこと、丈助が後妻をもらった後も商売は発展し一財産を成したが丈助は財産分与に頭を悩ますようになったこと、健三と天満村に旅行してから丈助が病の床につき死に至るまで、その30年に余る交流を描写している。
- 子の来歴（1933年）

健作（浩二がモデル）は妻君子（キヌがモデル）と相談のうえ光子（玉子がモデル）の産んだ道也（守道がモデル）を引き取ることに決める。何度か訪れたことのある光子の家の猥雑さや彼女の祖母の過去のこと、子の出産を知らされても情愛を感じなかったことなどが回想される。やがて道也が健作の家にやってくるが人見知りしない快活な少年で、光子の祖母もしばしば道也に会いに来るようになる。
- 湯河原三界（1933年）

浩二（作中では牧）と芸者八重（作中では藤）との湯河原旅行の回想から、直木三十五（作中では楠）の紹介で八重と知り合った頃のこと、震災後に名古屋で八重と待ち合わせ京都・大阪・奈良を旅行したこと、直木と芸者清とのこと、中学時代の友人がカフェの女給澄のヒステリー・発狂に苦しんだこと、妻にふとしたことから隠女（玉子）とその子のことや恋女（八重）のことを告白してしまったこと、文学第一の浩二にとって恋愛至上の八重が重荷になってきたこと、鵠沼で病気療養中の芥川龍之介（作中では柳）を見舞ったこと、横須賀できみ子（作中ではまり子）が芸者をしていた頃半玉だった勝栗と再会したこと、浩二が神経衰弱で入院した頃に芥川が自殺したこと、妻のヒステリーと八重の板挟みになって苦しみ八重と別れたこと、2年後に直木の仲介で八重と仲直りしたことなどが描かれている。
- 女人往来（1933年「一週間」、1939年「四日間」、1940年「夢にもならない話」の3編を改作増補）

市井一進は芸者の片江香里江と17、8年前に出会ってから男女の関係にもならない奇妙な付き合いが続いていた。彼女は青島や神戸に芸者として数年行ってしまったり、矢井という旦那を持ったりしていた。或るとき一進と香里江が1週間毎日会う機会があった。6日目の夕方彼女が旦那の家を飛び出し一進の下宿を突如訪れ、旦那に一進の手紙を見られたと泣きついてきたが、彼女を宥めすかした後に、失踪した彼女を探していた香里江の叔母に彼女の居所を密告した。その後12、3年の間音信が途絶えた。その間、香里江は旦那だった矢井と別れ、剣劇俳優の島井新之介と一緒になったが、島井の女房との三角関係に苦しみ心中未遂の末に別れた。そして久しぶりに一進の前に姿を見せた香里江は俳優の元井茂十郎の愛人となっていた。そして一進に元井の推薦文を新聞に書いて欲しいと頼むのであった。
- 人さまざま（1933年）

健作（浩二がモデル）は妻ではない女光子（玉子がモデル）に産ませた子・道也（守道がモデル）を12歳のときに引き取った。道也は引き取られたことを素直に喜び健作の妻・君子（キヌがモデル）を母と呼んでよくなついた。君子は母親の愛情を知らずに育ったため健作の母を実の母のように慕い健作の母も君子を実の娘のように可愛がったし、君子は引き取った道也に対しても母親としての愛情をそそいだ。ある日、健作が光子ではない芸者の隠し女のこと（八重のこと）を告白したことに君子は衝撃をうけ入水自殺を図ろうとするが思いとどまった。光子の祖母は光子が悪い男と付き合っていることを苦々しく思い手塩にかけて育てた道也に会うためしばしば健作の家を訪ねるようになった。健作の母は知恵遅れの長男・甚六（崎太郎がモデル）がいるため賢い道也が甚六をないがしろにすることを恐れ道也を引き取ったことを喜ばなかった。健作はある日、君子に対して「光子、光子の祖母、健作の母に比べ新たに愛する子を持った君子が女として一番幸せだ」と言った。
- 線香花火 一名避暑地戯恋譚（発表年不明）

線香花火のように印象が残らないという評のある川瀬市郎が年下の友人7人と避暑に出かけた。そこの海岸にあったみすぼらしいカッフェ・リリイの女将が百合子という女性で、常連の小説家・山根文雄が百合子に恋文を送ったことが川瀬の友人たちに察知されてしまった。川瀬たちは山根をからかう悪戯を仕掛けるが・・・・・・。
- 異聞（「女人不信」と改題。1934年）

日本からイギリスにやってきた青年ヘンミは高名な社会運動家だったタダヲ・タカマに出会った。かつてヘンミは日本にいた頃、偶然タカマ夫人の営む下宿に住んだことがあり、その娘アキと恋仲になった。しかしタカマ夫人は娘を裕福な商人のもとへ嫁にやってしまい、2人の仲は裂かれてしまったという過去があったのである。やがてイギリスの地でタダヲ・タカマが病死し、ヘンミが彼の遺稿を読んでみると、そこには男遍歴を繰り返した（運動の同志たちだけではなく、運動を破壊するために潜入したスパイまでもがその相手であった）タカマ夫人に対する不信の思いが綿々と綴ってあったのである。
- 人間往来（1934年）

小説家牧健作（浩二がモデル）は東京から大阪に急行列車で出発する直前に、大学時代に一時寄宿させてもらった本木正造（本多重造がモデル）の子正夫の十七回忌のお参りに本木家に出かけた。本木正造は、神経質な妻啓子を離別した後に愛人の茂子、俊子、操などを次々に家に入れていたが、今は一人っ子の房子の成長だけを心配しているのであった。大阪へ向かう車中で先輩小説家の松尾松風（近松秋江がモデル）と出会い、かつて大阪で松風と難波新地の「もしもし屋（私娼窟）」のあたりを散歩し松風が懸想している女のことを話したこと、松風が人の話をきこうとしない性格であったことなどを思い出すのであった。大阪梅田駅では中学時代からの友人で画家の島木新吉（鍋井克之がモデル）が出迎えに来ていた。大阪では雑誌主幹の小森虹文（豊太閤時代から続く製墨業の家柄で母と妻が家業に精を出し虹文は芸術家を気取って遊んでいた）、中学時代の友人で資産家（金融業）の友田（学生時代に多数の蔵書を几帳面に整理整頓し牧もよく借用した）、画家山川一新（東京では上京した島木を泊め大阪では島木の家に泊まっていたが生活難から夫婦心中を口走っていた）、元プロレタリア作家竹内義人（江口渙がモデル）、左翼作家柳津秀雄などに会った。その後島木と京都に遊んだ。牧は学生時代に東京から京都に来たとき偶然大阪から絵を描きに来ていた島木と出会ったことを思い出し、島木とともにG劇団に関わったことや島木が女優長谷峰子と同棲し彼女の嫉妬とヒステリイに苦しんだことなどを思い出した。
- 文学の鬼（1934年）

牧新市（浩二がモデル）は友人の小説家山添国道の紹介でオンドリ書房の折口鶏一と知り合い、牧の小説「子の来る迄」（浩二の小説「子の来歴」を出版したアルルカン書房がオンドリ書房のモデルと思われる）を出版することになったが、出版の段取りは遅々として進まず、牧が業を煮やしてオンドリ書房を訪ねると折口が妻に「酒と本の鬼が憑いている」と罵られていた。その頃同人雑誌「文学時代」（「文学界」がモデル）の経営を任せた文明社社長川中芳朗（勝負事が好きで雑誌「オール勝負」を経営）、それを受け継いだ文芸書院社長俵藤桂造（女好きで女に貢ぐために出版業を始めた）とも知り合った。折口は酒と文学、川中は勝負事と文学、俵藤は女と文学、それぞれ文学の鬼であった。
- 夢の跡（1935年）

深見文三（浩二がモデル）は15、6年前の思い出を辿りながら東京から大阪に向かうのに中央線に乗った。それはかつて諏訪で出会い片恋の相手となった芸者鮎子が夢三という名でまた芸者に出たということを聞き会いたいと思ったからである。病死してしまった市木（直木三十五がモデル）とかつて2度諏訪に旅行したこと、自殺してしまった有川（芥川がモデル）と一緒に夢三を伴って上諏訪で炬燵にあたり映画をみたことなどを思い出すのであった。再会した夢三は15歳になっていた自分の子を最近亡くしたために再度芸者に出たこと、有川からもらった手紙をまだ取って置いてあることを深見に語るのであった。
- 旅路の芭蕉（1935年）

門弟千里と旅した野ざらし紀行、門弟路通との出会い、笈の小文、奥の細道、嵯峨日記など旅路での芭蕉を描写している。
- 終の栖（1935年）

妻子を捨て愛人みちよ（嘉村磯多の愛人ちとせがモデル）と東京に駆け落ちした哲太（嘉村礒多がモデル）が病死した後、哲太の父秀松（嘉村磯多の父若松がモデル）はみちよを郷里山口に迎え入れ、哲太の子勉吉（嘉村礒多の子松美がモデル）の養育を依頼した。みちよは徐々に勉吉と心を通わせるようになるが、やがて勉吉は実母の実家に引き取られて間もなく急性肺炎で急死してしまい、あとにはみちよと哲太の父母が残されたのであった。
- 風変りな一族（1936年）

十軒路地に住んでいた周旋屋の子岩木伊三郎（宮本卯三郎がモデル）の家族をモデルにした小説で、父母の直左衛門となみ、芸者から顕官の愛妾となって一家を支えた長姉・たま、軍艦の水兵（コック？）で朝鮮で発狂し溺死した長男・勇吉、要塞砲兵で片腕を失い放蕩の末病死した次男・新左衛門、芸者となったヒステリックな次女・しげと激しい癇癖のある三女・あさ（卯三郎の姉八重子がモデル。浩二の初恋の相手か？）が登場する。どこか精神病質であった家族の中で長姉・たまとともに常識人だった伊三郎は後にカッフェ・サンパウロ商会で成功し名古屋に屋敷を構えた。
- 夢の通ひ路（1937年）

片野一進（牧野信一がモデル）が友人安東次郎と浅草公園辺りを散策し過去を回想する。片野は自ら尊敬する作家として栗須土岐雄（浩二がモデル）と新地蓮太郎をあげ、「文学が非常に恋しくなると栗須さんに会いたくなる」と言う。栗須が大病後の静養で箱根に来たとき小田原にいた片野と頻繁に行き来したが、その時の片野とその母との軋轢・葛藤、また片野が栗須の母に対して恋情に似た親しみを持ったことなどが描かれている。そして片野は現実と夢が綯い交ぜになった様々な身の上話を栗須にするのであった。やがて神経衰弱に陥った片野は縊死を遂げてしまう。
- 鬼子と好敵手（1938年）

石村市造（浩二がモデル）は隣家の若い男女や婆やにどこか見覚えがあると思っていたら、それは石村のかつての友人で好敵手であった俳優・朝木柳一郎（沢田正二郎がモデル）とその内妻・阿由葉蘭子（渡瀬淳子がモデル）の子供たちであった。蘭子は柳一郎と別居してからは子供たちのことでしばしば石村に相談をもちかけることもあった。成長した子供たちはいずれも柳一郎に似つかない芝居嫌いで息子の朝木新作は画家志望、娘の朝木鯉子は作家志望であった。
- 母の形見の貯金箱（1938年）

最初は少年雑誌の付録だった将棋の形をしたボール紙貯金箱に、その後は母がくれた金庫の形をしたニッケル貯金箱に毎日小銭を入れ、その貯金を老母の71歳の贈り物にした。その直後に老母が急死した後も貯金を続け、大阪・一心寺の骨仏にしてもらう法要の費用などを捻出し、いずれは母の墓も造ろうと思うのであった。
- 楽世家等（1938年）

深見章作（浩二がモデル）と中学の同窓で建築業で成功した竹木林次郎（天王寺中学の同窓である坂口常三郎がモデル）が主人公である。竹木は大兵肥満の体形でしばしば豪傑笑いをするのが癖で学生の頃から天麩羅・鮨・鳥・鰻の食道楽に憂き身を窶し学業を怠る程であった。社会に出て芸者上がりの妻と結婚して3女をもうけて以後も女道楽は続き、第二夫人（芸者愛子）には1女、第三夫人（女事務員上がり）には2男を産ませ、しかもいずれの女にも不満を持たせないよう八方丸くおさめる術に長けていた。この竹木をモデルに小説（『歴問』）を発表したことで竹木の怒りを買い、一時不仲になるが、友人たちの斡旋でまた交際を始めるのであった。
- 器用貧乏（1938年〜1939年）

妻の異母妹鈴木コウ（作中ではお仙）をモデルにした小説である。新聞記者との同棲と破綻、魚屋丈三郎との出会いと結婚。石炭運搬・豚の毛洗い・塩物販売・玉子の卸売り・浅蜊売りなどに手を出すが生活力のない夫に代わり、お仙は仕立物・袋物屋の縫い潰し・空気下駄の下請け・西洋人形製作・玉子の性見・泥鰌の販売・髪結い・写真機の蛇腹張りなど身を粉にして働く。関東大震災を経て、やがて丈三郎が脳溢血で倒れ廃人同様となり施療病院を転々とした果てに生活に窮したお仙は、異母妹で幼い頃九州に攫われこの頃上京し料理屋の女中などをしていたお半のもとに身を寄せる。しかし当時お半も生活に窮していた。やがてお半は病気になり亡くなり、夫丈三郎も亡くなる。
- 木と金の間（1939年）

市原石造の家は祖父の代から新潟で材木仲買商をやってきた。材木仲買という仕事は投機性が強く相場師より危険性が高かったため一家の浮沈は激しかった。石造が尋常小学校を出た頃は一家は貧窮のどん底にあったので、親戚の金物屋に奉公に行き高等小学校を卒業させてもらった。16歳で家に戻った石造は困窮した一家を支えるために材木仲買に乗り出した。その後も第一次世界大戦や関東大震災、昭和恐慌などで家運は浮沈を続けた挙句、山師の詐欺にあって財産をすっかり失ってしまった。ちょうどその頃、金属食器製造工場をやっていた弟が死んだために、経営が悪化していたその工場を引き継ぎ、何とかささやかな利益が出るまでに立て直した。石造はこの工場の後継者が育ったら、隠居仕事でもいいからまた材木仲買をしてみたいと思うのであった。
- 善き鬼・悪き鬼（1939年）

由比（浩二がモデル）は学生時代に新劇運動に熱中し、大阪で友人の紹介で知り合った高根瀧子（渡瀬淳子がモデル）は上京後由比の下宿に転がり込んできたが不思議なことに一切男女の関係がなかった。やがて朝木柳一郎（沢田正二郎がモデル）と夫婦になった波川珊子（作品の冒頭では高根瀧子という名であった）の家のある西片町の借家に越した後は一層生活に窮迫し売文の傍ら質屋通いを続けた。翻訳の仕事を斡旋してくれた高部辰夫（広津和郎がモデル）の女性問題（下宿の娘との過ち）、井石市造（三上於菟吉がモデル）の芸者との荒んだ生活や高根瀧子への異常な執着ぶりなど数々の女性との関わり、角田勘助（葛西善蔵がモデル）の飲酒・金銭問題が描かれている。そして、由比の木沢きみ子（伊沢きみ子がモデル）との出会いや横須賀での芸者暮らし、横須賀の芸者屋からの逃亡などがあった。
- 人間同志（1940年）

藤木岡次郎（浩二がモデル）の一族を描いた群像小説である。祖母せきの出た岡見家の人々（せきの長兄茂兵衛やその子茂太郎、末弟七五郎やその子喜作・七郎など）、祖母せきが岡安家に嫁ぎ兄正作と母さとが生まれたこと（正作は清元上手でさとは三味線上手）、父太一郎の出た藤木家の人々（太一郎の従兄弟で燐寸会社を興した木田義也の一族、姉しもの嫁いだ大庄屋野本寛治一家の没落など）、祖母の姪みわが嫁ぎ母の兄正作の嫁ときの出た楠井家の人々（強酒で身を持ち崩したみわの夫房松、その子十吉・十十里・久米吉）などが描かれている。
- 二つの道（1941年）

畑中半作（中原悌二郎がモデル）と市原育造（中村彝がモデル）というともに肺結核で亡くなった2人の彫刻家・画家の対蹠的な創作活動を描いた小説である。
- 身の秋（1941年）

市原石造は材木仲買商から弟の跡を継いで金属食器製造に転身したが、戦争の影響で工場を閉鎖し細々と軍需品製造をして糊口をしのいでいだ。近所に住む田口太平は古物商の鑑札をもっていたが強酒でろくに働かず娘を芸者に売った金や女房のお倉の屑屋商売で食いつないでいた。没落小地主の志村新吉は妻に逃げられ屑物小屋に住みつき、食うや食わずの息子の給料を前借したり娘を芸者に売った金で飲んだくれた挙句、食い物にも窮し衰弱死してしまうのであった。
- 水すまし（1943年）

画家八木彌太郎（長谷川利行がモデル）の伝記小説で、理解者であった画廊経営者戸山（天城俊彦がモデル）も描かれている。
- 青春期（1946年）

東京や大阪にカフェが誕生した大正初期に英文科大学生だった由比裕三（浩二がモデル）の目を通して様々な青春群像が描かれている。赤井愛三郎（青木精一郎がモデル）の父の資金援助で瀬戸仙助（斎藤青雨〔斎藤寛〕がモデル）・中平波吉（三上於菟吉がモデル）らと大阪で雑誌「シレエネ」を発刊した経緯、赤井愛三郎の紹介で佐川珊子（作中後半からは高根たき子。渡瀬淳子がモデル）と知り合ったこと、深見房之助（増田篤夫がモデル）と真崎ます子（荒木郁子がモデル）の恋愛模様、中平波吉の芸者小梅や高根たき子との愛憎劇や年上の清水秋雨（長谷川時雨がモデル）との同棲、高部辰夫（広津和郎がモデル）の下宿に居候していた角田勘助（葛西善蔵がモデル）との出会いなどが描かれている。また実名では三富朽葉、今井白楊、近松秋江などが登場しており、特に今井白楊の描写は秀逸である。
- 思ひ草（1946年）

母キョウ（作中ではおさと）の死、息子守道（玉子の子。作中では進也）の様々な不行跡と妻キヌ（作中では元子）の心労、兄崎太郎（作中では芳太郎）の死、戦争末期の東京で度重なる空襲と食糧難に晒される浩二（作中では芳郎）と妻キヌ、守道の強い勧めによる長野県松本への疎開と当地での妻キヌの病死、守道と青木富子（作中では友子）との結婚などが描かれている。
- 西片町の家（1948年）

由比（浩二がモデル）が上京した母とともに借りた東京西片町の借家に高部辰夫（広津和郎がモデル）が同居することとなった。当時、高部は過ちを犯してしまった下宿の娘とく（神山ふくがモデル）との関係で頭を悩ませていた。由比は高部の紹介で岩井市造（相馬泰三がモデル）の下宿で正田荘助（葛西善蔵がモデル）に出会った。また西片町の借家を斡旋してくれた渡瀬淳子は夫の沢田正二郎とともに一旗上げるため大阪に向かうのであった。
- 思ひ川（あるいは夢みるやうな恋）（1948年）

浩二（作中では牧新市）が関東大震災直前に芸者村上八重（作中では三重次・三重）と出会ってから1946年（昭和21年）に戦災を生き延びた八重と再会するまでを描いている。直木三十五（作中では仲木直吉）のなじみの待合で八重と出会ったこと、仕事場にしていた菊富士ホテル（作中では高台ホテル）に八重がしばしば訪れやがてその部屋に道具類を買い集め始めたこと、震災後に名古屋で八重と待ち合わせ京都・大阪・奈良を旅行したこと、浩二が原因で八重が旦那（作中では月給さん）と揉め事をおこし千萬のお上に仲裁してもらったこと、1924年（大正13年）から1926年（大正15年）にかけて八重と各地を旅行したこと、千萬のお上が千萬老人と別れ森井門造と同棲するようになったこと、浩二が八重とのことを妻キヌ（作中では良子）に告白してしまうこと、妻への遠慮から八重に距離を置くようになったこと、母と箱根・熱海を旅行し帰途母と別れて鵠沼の芥川龍之介（作中では有川）を訪ねたこと、浩二の神経衰弱が悪化した頃芥川が自殺したこと、八重の芸者屋の経営が悪化してきたため余儀なく新しい旦那をもったこと、浩二が八重との別れを決意したこと、2年後に直木三十五の家で八重に再会し交際が復活したこと、八重が千萬の名義を受け継いで待合を始めたこと、戦中の混乱で徐々に八重との行き来が途絶えるようになったことなどが書かれている。
- 富士見高原（1949年）

詩人萩原朔太郎に惹かれている雑誌編集者深江文吉に誘われ、由比祐吉（宇野浩二がモデル）は長野県の富士見高原を訪れたが、そこには伊藤左千夫の歌碑や小川平吉・尾崎行雄の別荘などがあった。また新聞で正木不如丘の結核療養所で画家竹久夢二が病死したことを知り、ありし日の彼を深江とともに回想したが、その数日後帰京した由比は突然深江の訃報に接した。暫く経ってから島木赤彦の歌碑を富士見に建てることになり、斎藤茂吉・土屋文明らアララギ派の人々ともに由比はまた富士見を訪れるのであった。
- 秋の心（1949年）

戦後のＡ級戦犯処刑があった頃、由比祐吉（宇野浩二がモデル）は小説の題材とした富士見調査のために同行を約した岡井と上諏訪で会った。この時の宿みづうみ館はかつての片恋の相手鯉子（原とみがモデル）との思い出があり、大正10年に友人の仲木直吉（直木三十五がモデル）と、さらにその前年には有川（芥川龍之介がモデル）と滞在した宿でもあった。昭和9年に由比一人で来たこともあり、その時鯉子が一人息子を亡くしたことを知らされたのである。今回も岡井とともに鯉子の住まいを訪ねあて、様々な心尽くしのもてなしをうけ、駅での別れ際に鯉子は亡くした息子の戒名が高嶽院秀麗居士
であることを由比に告げるのであった。
- うつりかはり（1949年）

浩二（作中では芳郎）と妻キヌ（作中では元子）が長野県松本に疎開するところから筆をおこし、息子の守道（作中では道也）の結婚や就職問題、妻キヌの病状悪化と妻の異母妹鈴木コウ（作中ではお徳）による介護、守道の妻富子（作中では君子）の出産と守道との不和、浩二の上京とコウとの不和などが描かれている。
- 相思草（「思ひ川」続編）（1950年）

1946年（昭和21年）に浩二（作中では牧新市）が戦災を生き延びた村上八重（作中では三重次・三重）と再会するところから始まる。八重は生活にやつれ新しい旦那林半造をもっていたこと、吉祥寺で思い出の待合「いなか」を訪ねた後八重・半造と食事を共にしたこと、半造は重いカリエスを病み八重を浩二に託す手紙を繰り返し寄こしたこと、八重が多額の借金をして待合の建て直しを図ろうとし以前の旦那にも借金をしたことで半造と気まずくなったこと、やがて半造の病気が重くなり亡くなったことなどが書かれている。
- 自分一人（1950年〜1951年）

浩二（作中では芳郎）の妻キヌ（作中では元子）の異母妹鈴木コウ（作中ではお仙）をモデルにした小説で『器用貧乏』の続編である。夫丈三郎との貧乏暇なしの生活ぶりも描かれているが、本作では丈三郎死後の話が中心である。戦中の物資不足の時代に、当時小説家の妾になっていた姪（死んだ妹お半の娘）お紋と手を組んで闇屋商売を始めるが、やがてお紋が闇屋の相棒だった漁師丹吉と浮気していたことが小説家にバレて闇屋商売も行き詰まってしまう。その後、病院の付添婦をして糊口を凌いでいたが、お紋が結婚した相手元井の伝手で再び闇屋商売を始める。しかし東京大空襲で罹災し、お紋と元井にわずかな家財を持ち逃げされ、お仙は丸裸になってしまう。
- 大阪人間（1951年）

深見章作（浩二がモデル）と天王寺中学の同窓で、海軍の職業軍人になった志村や建築資材販売を生業とした竹木林次郎（天王寺中学の同窓である坂口常三郎がモデル）との断続的な交友を描写した作品である。志村は学校では深見とほぼ同等の上位の成績をとり海軍兵学校に入学、横須賀（深見も女とのいきさつがいろいろあった場所）・佐世保などを転任し順調に出世していったが敗戦で落魄の身となった。竹木は大兵肥満の体形でしばしば豪傑笑いをするのが癖で深見や志村に比して学校成績は及第ぎりぎりであったが、社会に出てからは芸者上がりの妻と結婚して3女をもうけて以後も女道楽は続き、第二夫人（芸者小金）には1女、第三夫人（女事務員上がり）には2男を産ませ、しかもいずれの女にも不満を持たせないよう八方丸くおさめる術に長けていた。戦後は経済的に行き詰るがステンレス加工などで何とか生活の道を切り開いていくのであった。
- 寂しがり屋（1952年）

宇野浩二と同じ明治24年（兎の一白）生まれの久米正雄について愛惜を込めて描写した小説である。戯曲・俳句・小説と十分な才能をもち文学の世界では「名士」として扱われながらも自ら納得できるような作品を残し得なかったのはなぜか？それは久米の気の弱さなのか？宴会の余興で久米が「枯れ薄」を唄い踊る姿と戦後の落魄した姿が印象的に描写される。
- 友垣（1953年）

ある出版社から久米正雄などとともに直木三十五選集の編纂を依頼されたことを回想するところからこの小説は始まる。やがて在りし日の久米正雄、さらには直木三十五の姿が宇野の眼を通していきいきと叙述されていく。直木は次々と出版社を作っては失敗し借財の山をつくり、その一方で大衆小説の分野で高い評価を得るようになった。また、茶屋遊びが好きで芸者香西織恵を愛人とした生活や京都で牧野省三と映画製作に取り組んだ様子なども描かれている。文芸春秋社の主宰した直木の盛大な葬儀に強い違和感をもつ一方で、戦後になって宇野が参列した加能作次郎文学碑除幕式は村人が主催した小規模なものであったが、それが故郷に題材をとった加能の作風を良く反映しているようであった。
- 自分勝手屋（未完。1957年）

深見章作（浩二がモデル）と天王寺中学の同窓だった竹木高三郎（天王寺中学の同窓である坂口常三郎がモデル）との交友を描写した作品である。高三郎は幼少時は叔母の経営する宗右衛門町の芸者置屋和泉屋で育つが、小学校入学時から大覚寺という禅寺に預けられた。中学卒業後は浅草の高等工業学校に入学し1年落第してここを卒業すると、漁業会社・養狐業を経て工材社という建築資材会社を経営した。戦後はステンレス加工業で直江津・大阪・東京を行き来する生活を送った。
- 人間同志（遺稿。未完。1961年）

日中戦争・太平洋戦争と戦火が激しくなってきた頃、章作（浩二がモデル）の妻清子（キヌがモデル）と章作が愛人とのあいだに生した養子・進也（守道がモデル）とを描写した作品である。

## 作品解題（童話）
- 揺籃の唄の思ひ出（1915年）

台湾に住んでいた日本人の娘千代が3歳のときに生蕃（山地原住民）に拉致誘拐され行方不明となった。15年後に生蕃の女隊長として両親の前に姿を現わした千代は幼少時のことを何も記憶していないように見えたが、母親が揺籃の唄を口ずさむとにわかに思い出が蘇り、涙ぐむのであった。
- 海の夢山の夢（1918年）

父のいない良夫は学校の休み時間や日曜日が嫌いであった。日曜は母親を助けるために煮豆や小楊枝を売らなければならなかったし、学校の休み時間には級友が煮豆や小楊枝を商う良夫をからかうからであった。夏休みには日記の宿題がでたが、家族旅行もしない良夫には書くこともなかった。ところが8月31日の夜に亡くなった父とともに家族が自動車で鎌倉・京都・奈良・松島・江ノ島・天橋立・箱根・華厳の瀧を旅する夢を見て、それを日記に書いたのであった。

## 作品解題（評伝）
- 葛西善蔵論（1919年）

葛西善蔵を人生派か芸術派かなどと評論家は分類したがるが、それは無意味で葛西は両方を兼ね備えている作家である。また自然主義作家の徳田秋聲との類似がよく言われるが葛西はむしろロマンティックな詩人肌の作家と言ったほうが適切である。そして葛西は徹底したエゴイストで彼の作品はエゴイズム芸術ともいえるし、都会とは異質の津軽という風土が生んだ作家ともいえるであろう。
- 近松秋江論（1919年）

寄席で噺家が場つなぎのために四苦八苦するのと同様に、作家でもこのような苦労を知らないのは白樺派の面々で、実に苦労を嘗め尽くした作家が近松秋江である。彼は妻、芸者、淫売、遊女など女の苦労をし尽くし、男女の愛欲の悩みを主観的に描写するのが彼のもっとも得意とするところであった。彼が多数の読者に恵まれなかったのは、狭く且つ深く愛欲の世界を描き非通俗的な作品が多かったためと考えられる。
- 嘉村磯多（1928年、1934年）

嘉村の作品発表の場になったことが同人雑誌『不同調』の最大の功績であると述べるかたわら、嘉村作品に対する『不同調』同人による合評や室生犀星の妄評を厳しく批判した。そして『不同調』の記者として浩二を訪ねたときの嘉村の謙遜な物腰や嘉村が師事した葛西善蔵による嘉村作品の高い評価などを愛惜を込めて書き、嘉村が小説家としてさらに飛躍を遂げようというときに病気で夭折してしまったことを心底から惜しんでいる。
- 岩野泡鳴（1934年）

泡鳴の五部作『発展』『毒薬を飲む女』『放浪』『断橋』『憑き物』は明治大正文学の傑作で、泡鳴はその後これを凌ぐような創作はしていない。浩二は加藤朝鳥の家で一度泡鳴に会って花札を教えてもらったが、その時の泡鳴の印象は実に若々しく明るく率直で正直な感じであった。
- 文芸よもやま談義 三人の不遇な作家（1956年、1958年）

加能作次郎の一生 加能の小説と悲惨な晩年
晩年は窮乏し質屋の通い帳を残して死んだ。しかし生前や没後に、加能や加能の遺族の窮乏を知って彼の著作の出版に尽力した牧野書店の牧野武
夫、桜井書店の桜井均らがいた。浩二は加能の死後10年以上経って石川県西海で加能の文学碑の除幕式に参列したが、郷土を愛した作家は郷土の
人々からも敬愛されていることを知った。そしてかつて加能ら友人とともに大洋丸で横浜から長崎まで船旅をしたことや浩二の出世作である『蔵の中』を掲載した「文章世界」の編集長が加能であったことを回想している。
牧野信一の一生
牧野の特殊な家庭（父の渡米、母との不和など）での生い立ち、父の影響で異国への強い憧れを抱いていたこと、生活に追われ東京と小田原を行き来する一所不在の生活、井伏鱒二・嘉村礒多・小林秀雄など新人の才能を発見したこと、極貧の生活の中で妻との不和に苦しみ孤独のうちに縊死したことなどを回想している。
葛西善蔵の一生
葛西は郷里と東京を始終行き来する一所不住の貧窮の生涯を送った。そして妻子を放擲し友人の伝手を頼って多額の借財を重ねても文学の道を倒れるまで追求しようとした徹底したエゴイスト芸術家であった。やがて持病の喘息が悪化し肺結核の兆しが現れ体力が衰えてくると自らの心境を小説として口述筆記させるようになった。そして葛西は多くの友人をモデルに小説を書いたが、それらの登場人物は葛西に都合の良いように友人を歪曲して描いたものが多かった。

## 作品解題（随筆・評論）
- 遠方の思出（1935年〜1936年）随筆

陸軍偕行社付属尋常高等小学校に通っていた頃の永井建子の息子の思い出、十軒路地で交友のあった芝池という白子の子との思い出、亡父の財産委託をめぐる本多家・入江家のことども、十軒路地や育英尋常高等小学校への転校時の思い出、中学校へ進むか商人になるため商業学校に進むかで本多家と確執があり中学校への願書提出が期限ぎりぎりであったこと、道頓堀五座（弁天座・朝日座・角座・中座・浪花座）や俳優松平龍太郎・秋月桂太郎らの思い出、父の思い出など。
- 三田派の人々 あの頃の事（1935年）随筆

1910年（明治43年）に創刊された『三田文学』の編集兼発行人となった永井荷風のこと、荷風の影響をうけた久保田万太郎・水上瀧太郎・井汲清治のこと、当時浩二が在籍していた早稲田大学の学生にも大きな影響を与えたことなど。
- 二つの会 十一月十四日の夜の事（1936年）随筆

林芙美子の『牡蠣』出版記念会と新しき村誕生十七年祭に参加。前者の会の記憶は薄れていくが、後者の会で武者小路実篤が詩を朗読した声と顔がありありと目に浮かぶようだと書いている。
- 大阪（1936年）随筆

木のない都（昔住んだ十軒路地の様子、法善寺横丁のめおとぜんざいの阿多福人形のこと）、さまざまの大阪気質（芸術と相容れない大阪魂、「ややこしい」大阪人気質）、色色の食道楽（芋粥、蒲鉾屋、昆布屋、巻焼〔玉子焼〕、肉のドテ焼、鯛の粗、鰻の頭、天かす、安物天麩羅屋、汁屋について）、様様の大阪風の出世型（宝塚少女歌劇などの創始者小林一三、芸者屋大和屋の経営者阪口祐三郎について）、様様の大阪芸人（千日前の見世物小屋、中村福円、鶴屋団十郎・団九郎、曾我廼家五郎・十郎、小芋、エンタツ・アチャコなどについて）
- 晩秋三日（1936年）随筆

第1日（正倉院へ行くまで）第2日（法隆寺へ行くまで）第3日（平等院へ行くまで）
- 文学の三十年（1940年）随筆

10代の終わりに大和天満村にいた頃からの文学生活を回顧した作品である。保高徳蔵、赤坂霊南坂本多家で出会った頭山満、早稲田大学で知り合った三上於菟吉、雑司が谷の借家によく訪ねてきた斎藤寛（青羽）や偶然みかけた秋田雨雀、牛込白銀町の下宿で知り合った近松秋江・片岡鉄兵、西片町時代の広津和郎・葛西善蔵・相馬泰三・江口渙、出版記念会で知り合った芥川龍之介・佐藤春夫、鵠沼東屋での思い出、菊富士時代に訪ねてきた川崎長太郎・田畑修一郎、大阪での講演旅行を主催した直木三十五、長崎までの船旅の思い出、生田春月や牧野信一・上林暁などについて記されている。
- 御前文学談（1949年）随筆

宮内府で久しぶりに斎藤茂吉に会ったこと、昭和天皇・三笠宮との会食の様子、会食後の文学談義
- 世にも不思議な物語（1953年）随筆

事件の発端（松川事件の概略と吉田内閣批判）、宰相の子の面白い話（吉田茂の長男吉田健一のラストクラブ〔横須賀線最終電車に乗っている鎌倉一流文士〕の電車転覆による全滅計画というお話）、妙な事件の続発（下山事件・三鷹事件とその背後にあったもの）、疑惑の端緒（松川事件一審判決に対する疑惑の芽生え）、アメリカの同情者（アメリカからも一審判決に対する疑問の声）、想像を絶した拷問（松川事件被告佐藤一の獄中からの訴えに感動）、顚覆と関係のない被告（広津和郎に事件のことを話し文学者の署名を集め仙台で公判を傍聴）、趣きのない裁判所、落着いた弁護人、朗らかな被告たち（被告の澄み切った目）、六七千通の請願状（被告たちの姿に心を打たれ松川事件執筆を決意）、「ワンマン」の感じのある弁護人、案外やさしそうな裁判官、古風な休憩室（被告との面会）、いはゆる「捏造」とは、これは本当か、そのとき被告は誰もいなかった（被告のアリバイ）、何となく陰気な現場
- 当て事と褌 世にも不思議な物語後日譚（1954年）随筆

第二審判決では全員無罪という推測が見事に外れたこと（「当て事と褌は向こうから外れる」）にあきれかえったことを書いている。
- 忘れ難き新中国 新中国見聞記（1957年）随筆

香港から深圳に入国、広州、北京などを歴訪。新中国の作家の共産主義に対する考えや国家による保護に疑問を呈する。
- 晩秋の九州 あるいは「九州に来て」（1959年）随筆

1958年（昭和33年）の6回目の最後の九州旅行の記録。若松で火野葦平に自作の小説の舞台を案内してもらう。

## 著作新版
- 『宇野浩二全集』全12巻、中央公論社、1968-73年
- 『芥川龍之介』中公文庫 上下、1975年
- 『文章往来』スティルス社、1983年
- 『文学の三十年』福武書店、1983年
- 『苦の世界』岩波文庫、改版1989年
- 『日本幻想文学集成27 宇野浩二　夢見る部屋』堀切直人編、国書刊行会、1994年
- 『作家の自伝30 宇野浩二　日曜日／文学の三十年』田沢基久編、「シリーズ・人間図書館」日本図書センター、1995年
- 『思い川・枯木のある風景・蔵の中』講談社文芸文庫、1996年
- 『独断的作家論』講談社文芸文庫、2003年